# Lista över fotbollsövergångar i Premier League säsongen 2017/2018
Detta är en Lista över fotbollsövergångar i Premier League säsongen 2017/2018.
Obs: Spelare som återvänt till klubbarna efter utlåningar är inte medräknade, likaså nyförvärv/förluster till klubbarnas ungdomslag. Listan gäller permanenta nyförvärv/förluster, in- och utlåningar samt spelare som var inlånade under säsongen 2016/2017 men lämnar klubben till säsongen 2017-2018.

## Premier League

### Arsenal

#### Sommarövergångar 2017
| Nr | Land                    | Pos | Namn                             |
| -- | ----------------------- | --- | -------------------------------- |
|    | Bosnien och Hercegovina | F   | Sead Kolasinac (från Schalke 04) |
|    | Frankrike               | A   | Alexandre Lacazette (från Lyon)  |

| Nr | Land                    | Pos | Namn                             |
| -- | ----------------------- | --- | -------------------------------- |
|    | Bosnien och Hercegovina | F   | Sead Kolasinac (från Schalke 04) |
|    | Frankrike               | A   | Alexandre Lacazette (från Lyon)  |

| Nr | Land       | Pos | Namn                                           |
| -- | ---------- | --- | ---------------------------------------------- |
| 22 | Frankrike  | A   | Yaya Sanogo (till Toulouse)                    |
| 1  | Polen      | MV  | Wojciech Szczęsny (till Juventus)              |
| 5  | Brasilien  | F   | Gabriel (till Valencia)                        |
| 3  | England    | F   | Kieran Gibbs (till West Bromwich Albion)       |
| 15 | England    | MF  | Alex Oxlade-Chamberlain (till Liverpool)       |
| 26 | Argentina  | MV  | Emiliano Martínez (Utlånad till Getafe)        |
| 25 | England    | F   | Carl Jenkinson (Utlånad till Birmingham City)  |
| 9  | Spanien    | A   | Lucas Pérez (Utlånad till Deportivo La Coruna) |
| 28 | Costa Rica | A   | Joel Campbell (Utlånad till Real Betis)        |

| Nr | Land       | Pos | Namn                                           |
| -- | ---------- | --- | ---------------------------------------------- |
| 22 | Frankrike  | A   | Yaya Sanogo (till Toulouse)                    |
| 1  | Polen      | MV  | Wojciech Szczęsny (till Juventus)              |
| 5  | Brasilien  | F   | Gabriel (till Valencia)                        |
| 3  | England    | F   | Kieran Gibbs (till West Bromwich Albion)       |
| 15 | England    | MF  | Alex Oxlade-Chamberlain (till Liverpool)       |
| 26 | Argentina  | MV  | Emiliano Martínez (Utlånad till Getafe)        |
| 25 | England    | F   | Carl Jenkinson (Utlånad till Birmingham City)  |
| 9  | Spanien    | A   | Lucas Pérez (Utlånad till Deportivo La Coruna) |
| 28 | Costa Rica | A   | Joel Campbell (Utlånad till Real Betis)        |

#### Vinterövergångar 2017
| Nr | Land     | Pos | Namn                                               |
| -- | -------- | --- | -------------------------------------------------- |
|    | Grekland | F   | Konstantinos Mavropanos (från PAS Giannina)        |
|    | Armenien | MF  | Henrich Mchitarjan (från Manchester United)        |
|    | Gabon    | A   | Pierre-Emerick Aubameyang (från Borussia Dortmund) |

| Nr | Land     | Pos | Namn                                               |
| -- | -------- | --- | -------------------------------------------------- |
|    | Grekland | F   | Konstantinos Mavropanos (från PAS Giannina)        |
|    | Armenien | MF  | Henrich Mchitarjan (från Manchester United)        |
|    | Gabon    | A   | Pierre-Emerick Aubameyang (från Borussia Dortmund) |

| Nr | Land      | Pos | Namn                                      |
| -- | --------- | --- | ----------------------------------------- |
| 34 | Frankrike | MF  | Francis Coquelin (till Valencia)          |
| 14 | England   | A   | Theo Walcott (till Everton)               |
| 7  | Chile     | A   | Alexis Sánchez (till Manchester United)   |
| 2  | Frankrike | F   | Mathieu Debuchy (till Saint-Étienne)      |
| 12 | Frankrike | A   | Olivier Giroud (till Chelsea)             |
| 37 | Polen     | F   | Krystian Bielik (Utlånad till Walsall)    |
| 22 | Frankrike | MF  | Jeff Reine-Adélaïde (Utlånad till Angers) |
| 32 | England   | A   | Chuba Akpom (Utlånad till Sint-Truiden)   |

| Nr | Land      | Pos | Namn                                      |
| -- | --------- | --- | ----------------------------------------- |
| 34 | Frankrike | MF  | Francis Coquelin (till Valencia)          |
| 14 | England   | A   | Theo Walcott (till Everton)               |
| 7  | Chile     | A   | Alexis Sánchez (till Manchester United)   |
| 2  | Frankrike | F   | Mathieu Debuchy (till Saint-Étienne)      |
| 12 | Frankrike | A   | Olivier Giroud (till Chelsea)             |
| 37 | Polen     | F   | Krystian Bielik (Utlånad till Walsall)    |
| 22 | Frankrike | MF  | Jeff Reine-Adélaïde (Utlånad till Angers) |
| 32 | England   | A   | Chuba Akpom (Utlånad till Sint-Truiden)   |

### Bournemouth

#### Sommarövergångar 2017
| Nr | Land                    | Pos | Namn                            |
| -- | ----------------------- | --- | ------------------------------- |
|    | Bosnien och Hercegovina | MV  | Asmir Begović (från Chelsea)    |
|    | England                 | A   | Jermain Defoe (från Sunderland) |
|    | Nederländerna           | F   | Nathan Aké (från Chelsea)       |

| Nr | Land                    | Pos | Namn                            |
| -- | ----------------------- | --- | ------------------------------- |
|    | Bosnien och Hercegovina | MV  | Asmir Begović (från Chelsea)    |
|    | England                 | A   | Jermain Defoe (från Sunderland) |
|    | Nederländerna           | F   | Nathan Aké (från Chelsea)       |

| Nr | Land            | Pos | Namn                                              |
| -- | --------------- | --- | ------------------------------------------------- |
| 20 | Irland          | F   | Marc Wilson (till Sunderland)                     |
| 21 | England         | MV  | Ryan Allsopp (Utlånad till Blackpool)             |
| 28 | England         | A   | Lewis Grabban (Utlånad till Sunderland)           |
| 10 | Elfenbenskusten | A   | Max Gradel (Utlånad till Toulouse)                |
| 38 | England         | F   | Baily Cargill (Utlånad till Fleetwood Town)       |
| 23 | Australien      | MV  | Adam Federici (Utlånad till Nottingham Forest)    |
| 32 | England         | MF  | Jack Wilshere (Återvänder efter lån från Arsenal) |

| Nr | Land            | Pos | Namn                                              |
| -- | --------------- | --- | ------------------------------------------------- |
| 20 | Irland          | F   | Marc Wilson (till Sunderland)                     |
| 21 | England         | MV  | Ryan Allsopp (Utlånad till Blackpool)             |
| 28 | England         | A   | Lewis Grabban (Utlånad till Sunderland)           |
| 10 | Elfenbenskusten | A   | Max Gradel (Utlånad till Toulouse)                |
| 38 | England         | F   | Baily Cargill (Utlånad till Fleetwood Town)       |
| 23 | Australien      | MV  | Adam Federici (Utlånad till Nottingham Forest)    |
| 32 | England         | MF  | Jack Wilshere (Återvänder efter lån från Arsenal) |

#### Vinterövergångar 2017
| Nr | Land | Pos | Namn |
| -- | ---- | --- | ---- |

| Nr | Land | Pos | Namn |
| -- | ---- | --- | ---- |

| Nr | Land           | Pos | Namn                                               |
| -- | -------------- | --- | -------------------------------------------------- |
| 12 | England        | MV  | Aaron Ramsdale (Utlånad till Chesterfield)         |
| 38 | England        | F   | Baily Cargill (Utlånad till Partick Thistle)       |
| 23 | England        | MF  | Connor Mahoney (Utlånad till Barnsley)             |
| -  | England        | MV  | Ryan Allsop (Utlånad till Lincoln City)            |
| -  | England        | A   | Lewis Grabban (Utlånad till Aston Villa)           |
| 9  | Kongo-Kinshasa | A   | Benik Afobe (Utlånad till Wolverhampton Wanderers) |

| Nr | Land           | Pos | Namn                                               |
| -- | -------------- | --- | -------------------------------------------------- |
| 12 | England        | MV  | Aaron Ramsdale (Utlånad till Chesterfield)         |
| 38 | England        | F   | Baily Cargill (Utlånad till Partick Thistle)       |
| 23 | England        | MF  | Connor Mahoney (Utlånad till Barnsley)             |
| -  | England        | MV  | Ryan Allsop (Utlånad till Lincoln City)            |
| -  | England        | A   | Lewis Grabban (Utlånad till Aston Villa)           |
| 9  | Kongo-Kinshasa | A   | Benik Afobe (Utlånad till Wolverhampton Wanderers) |

### Brighton & Hove Albion

#### Sommarövergångar 2017
| Nr | Land          | Pos | Namn                                        |
| -- | ------------- | --- | ------------------------------------------- |
|    | Tyskland      | MF  | Pascal Gross (från Ingolstadt)              |
|    | Australien    | MV  | Mathew Ryan (från Valencia)                 |
|    | Österrike     | F   | Markus Suttner (från Ingolstadt)            |
|    | Tjeckien      | F   | Ales Mateju (från Viktoria Plzen)           |
|    | Nederländerna | MF  | Davy Pröpper (från PSV Eindhoven)           |
|    | Nederländerna | MF  | Soufyan Ahannach (från Almere City)         |
|    | Colombia      | A   | José Izquierdo (från Club Brugge)           |
|    | Italien       | F   | Ezequiel Schelotto (från Sporting Lissabon) |
|    | England       | A   | Isaiah Brown (Inlånad från Chelsea)         |
|    | Nederländerna | MV  | Tim Krul (Inlånad från Newcastle United)    |

| Nr | Land          | Pos | Namn                                        |
| -- | ------------- | --- | ------------------------------------------- |
|    | Tyskland      | MF  | Pascal Gross (från Ingolstadt)              |
|    | Australien    | MV  | Mathew Ryan (från Valencia)                 |
|    | Österrike     | F   | Markus Suttner (från Ingolstadt)            |
|    | Tjeckien      | F   | Ales Mateju (från Viktoria Plzen)           |
|    | Nederländerna | MF  | Davy Pröpper (från PSV Eindhoven)           |
|    | Nederländerna | MF  | Soufyan Ahannach (från Almere City)         |
|    | Colombia      | A   | José Izquierdo (från Club Brugge)           |
|    | Italien       | F   | Ezequiel Schelotto (från Sporting Lissabon) |
|    | England       | A   | Isaiah Brown (Inlånad från Chelsea)         |
|    | Nederländerna | MV  | Tim Krul (Inlånad från Newcastle United)    |

| Nr | Land           | Pos | Namn                                                          |
| -- | -------------- | --- | ------------------------------------------------------------- |
| 25 | Norge          | F   | Vegard Forren (till Molde)                                    |
| -  | England        | A   | Chris O´Grady (till Chesterfield)                             |
| 16 | Danmark        | MV  | Casper Ankergren (Avslutat karriären)                         |
| 13 | England        | MV  | David Stockdale (till Birmingham City)                        |
| -  | Nederländerna  | A   | Elvis Manu (till Gençlerbirliği)                              |
| 42 | England        | F   | Rob Hunt (till Oldham Athletic)                               |
| -  | England        | MV  | Christian Walton (Utlånad till Wigan Athletic)                |
| 21 | Nordirland     | MF  | Oliver Norwood (Utlånad till Fulham)                          |
| -  | England        | F   | Tyler Hornby-Forbes (Utlånad till Accrington Stanley)         |
| 30 | Kongo-Kinshasa | MF  | Kazenga LuaLua (Utlånad till Queens Park Rangers)             |
| -  | Norge          | MF  | Mathias Norrmann (Utlånad till Molde)                         |
| 24 | England        | MF  | Rohan Ince (Utlånad till Bury)                                |
| 29 | Irland         | MF  | Richie Towell (Utlånad till Rotherham United)                 |
| 27 | England        | F   | Fikayo Tomori (Återvänder efter lån från Chelsea)             |
| 12 | Belgien        | F   | Sébastien Pocognoli (Återvänder efter lån från West Bromwich) |
| 28 | England        | A   | Chuba Akpom (Återvänder efter lån från Arsenal)               |

| Nr | Land           | Pos | Namn                                                          |
| -- | -------------- | --- | ------------------------------------------------------------- |
| 25 | Norge          | F   | Vegard Forren (till Molde)                                    |
| -  | England        | A   | Chris O´Grady (till Chesterfield)                             |
| 16 | Danmark        | MV  | Casper Ankergren (Avslutat karriären)                         |
| 13 | England        | MV  | David Stockdale (till Birmingham City)                        |
| -  | Nederländerna  | A   | Elvis Manu (till Gençlerbirliği)                              |
| 42 | England        | F   | Rob Hunt (till Oldham Athletic)                               |
| -  | England        | MV  | Christian Walton (Utlånad till Wigan Athletic)                |
| 21 | Nordirland     | MF  | Oliver Norwood (Utlånad till Fulham)                          |
| -  | England        | F   | Tyler Hornby-Forbes (Utlånad till Accrington Stanley)         |
| 30 | Kongo-Kinshasa | MF  | Kazenga LuaLua (Utlånad till Queens Park Rangers)             |
| -  | Norge          | MF  | Mathias Norrmann (Utlånad till Molde)                         |
| 24 | England        | MF  | Rohan Ince (Utlånad till Bury)                                |
| 29 | Irland         | MF  | Richie Towell (Utlånad till Rotherham United)                 |
| 27 | England        | F   | Fikayo Tomori (Återvänder efter lån från Chelsea)             |
| 12 | Belgien        | F   | Sébastien Pocognoli (Återvänder efter lån från West Bromwich) |
| 28 | England        | A   | Chuba Akpom (Återvänder efter lån från Arsenal)               |

#### Vinterövergångar 2017
| Nr | Land          | Pos | Namn                                         |
| -- | ------------- | --- | -------------------------------------------- |
|    | Nederländerna | A   | Jürgen Locadia (från PSV Eindhoven)          |
|    | Argentina     | A   | Leonardo Ulloa (Inlånad från Leicester City) |

| Nr | Land          | Pos | Namn                                         |
| -- | ------------- | --- | -------------------------------------------- |
|    | Nederländerna | A   | Jürgen Locadia (från PSV Eindhoven)          |
|    | Argentina     | A   | Leonardo Ulloa (Inlånad från Leicester City) |

| Nr | Land           | Pos | Namn                                             |
| -- | -------------- | --- | ------------------------------------------------ |
| -  | Kongo-Kinshasa | MF  | Kazenga LuaLua (till Sunderland)                 |
| 15 | Skottland      | MF  | Jamie Murphy (Utlånad till Rangers)              |
| 39 | Nederländerna  | MF  | Soufyan Ahannach (Utlånad till Sparta Rotterdam) |

| Nr | Land           | Pos | Namn                                             |
| -- | -------------- | --- | ------------------------------------------------ |
| -  | Kongo-Kinshasa | MF  | Kazenga LuaLua (till Sunderland)                 |
| 15 | Skottland      | MF  | Jamie Murphy (Utlånad till Rangers)              |
| 39 | Nederländerna  | MF  | Soufyan Ahannach (Utlånad till Sparta Rotterdam) |

### Burnley

#### Sommarövergångar 2017
| Nr | Land        | Pos | Namn                                 |
| -- | ----------- | --- | ------------------------------------ |
|    | England     | F   | Charlie Taylor (från Leeds United)   |
|    | Irland      | A   | Jonathan Walters (från Stoke City)   |
|    | England     | MF  | Jack Cork (från Swansea City)        |
|    | Skottland   | F   | Phil Bardsley (från Stoke City)      |
|    | England     | MV  | Adam Legzdins (från Birmingham City) |
|    | Nya Zeeland | A   | Chris Wood (från Leeds United)       |
|    | Bermuda     | A   | Nakhi Wells (från Huddersfield Town) |

| Nr | Land        | Pos | Namn                                 |
| -- | ----------- | --- | ------------------------------------ |
|    | England     | F   | Charlie Taylor (från Leeds United)   |
|    | Irland      | A   | Jonathan Walters (från Stoke City)   |
|    | England     | MF  | Jack Cork (från Swansea City)        |
|    | Skottland   | F   | Phil Bardsley (från Stoke City)      |
|    | England     | MV  | Adam Legzdins (från Birmingham City) |
|    | Nya Zeeland | A   | Chris Wood (från Leeds United)       |
|    | Bermuda     | A   | Nakhi Wells (från Huddersfield Town) |

| Nr | Land      | Pos | Namn                                               |
| -- | --------- | --- | -------------------------------------------------- |
| 11 | England   | MF  | Michael Kightly (till Southend United)             |
| 19 | England   | MF  | Joey Barton (Klubb ej klar)                        |
| 5  | England   | F   | Michael Keane (till Everton)                       |
| 21 | Skottland | MF  | George Boyd (till Sheffield Wednesday)             |
| -  | Tyskland  | A   | Rouwen Hennings (till Fortuna Düsseldorf)          |
| 17 | England   | MV  | Paul Robinson (Avslutat karriären)                 |
| 27 | England   | F   | Tendayi Darikwa (till Nottingham Forest)           |
| 7  | England   | A   | Andre Gray (till Watford)                          |
| 24 | England   | A   | Chris Long (Utlånad till Northampton Town)         |
| -  | England   | F   | Luke Hendrie (Utlånad till Bradford City)          |
| 34 | England   | F   | Tom Anderson (Utlånad till Port Vale)              |
| 4  | England   | F   | Jon Flanagan (Återvänder efter lån från Liverpool) |

| Nr | Land      | Pos | Namn                                               |
| -- | --------- | --- | -------------------------------------------------- |
| 11 | England   | MF  | Michael Kightly (till Southend United)             |
| 19 | England   | MF  | Joey Barton (Klubb ej klar)                        |
| 5  | England   | F   | Michael Keane (till Everton)                       |
| 21 | Skottland | MF  | George Boyd (till Sheffield Wednesday)             |
| -  | Tyskland  | A   | Rouwen Hennings (till Fortuna Düsseldorf)          |
| 17 | England   | MV  | Paul Robinson (Avslutat karriären)                 |
| 27 | England   | F   | Tendayi Darikwa (till Nottingham Forest)           |
| 7  | England   | A   | Andre Gray (till Watford)                          |
| 24 | England   | A   | Chris Long (Utlånad till Northampton Town)         |
| -  | England   | F   | Luke Hendrie (Utlånad till Bradford City)          |
| 34 | England   | F   | Tom Anderson (Utlånad till Port Vale)              |
| 4  | England   | F   | Jon Flanagan (Återvänder efter lån från Liverpool) |

#### Vinterövergångar 2017
| Nr | Land      | Pos | Namn                                                    |
| -- | --------- | --- | ------------------------------------------------------- |
|    | England   | MF  | Aaron Lennon (från Everton)                             |
|    | Frankrike | MF  | Georges-Kevin N'Koudou (Inlånad från Tottenham Hotspur) |

| Nr | Land      | Pos | Namn                                                    |
| -- | --------- | --- | ------------------------------------------------------- |
|    | England   | MF  | Aaron Lennon (från Everton)                             |
|    | Frankrike | MF  | Georges-Kevin N'Koudou (Inlånad från Tottenham Hotspur) |

| Nr | Land    | Pos | Namn                                         |
| -- | ------- | --- | -------------------------------------------- |
| -  | England | F   | Luke Hendrie (till Shrewsbury Town)          |
| 20 | Norge   | MF  | Fredrik Ulvestad (till Djurgårdens IF)       |
| 34 | England | F   | Tom Anderson (Utlånad till Doncaster Rovers) |

| Nr | Land    | Pos | Namn                                         |
| -- | ------- | --- | -------------------------------------------- |
| -  | England | F   | Luke Hendrie (till Shrewsbury Town)          |
| 20 | Norge   | MF  | Fredrik Ulvestad (till Djurgårdens IF)       |
| 34 | England | F   | Tom Anderson (Utlånad till Doncaster Rovers) |

### Chelsea

#### Sommarövergångar 2017
| Nr | Land      | Pos | Namn                                   |
| -- | --------- | --- | -------------------------------------- |
|    | Argentina | MV  | Willy Caballero (från Manchester City) |
|    | Tyskland  | F   | Antonio Rüdiger (från Roma)            |
|    | Frankrike | MF  | Tiemoué Bakayoko (från AS Monaco)      |
|    | Spanien   | A   | Álvaro Morata (från Real Madrid)       |
|    | Italien   | F   | Davide Zappacosta (från Torino)        |
|    | England   | MF  | Danny Drinkwater (från Leicester City) |

| Nr | Land      | Pos | Namn                                   |
| -- | --------- | --- | -------------------------------------- |
|    | Argentina | MV  | Willy Caballero (från Manchester City) |
|    | Tyskland  | F   | Antonio Rüdiger (från Roma)            |
|    | Frankrike | MF  | Tiemoué Bakayoko (från AS Monaco)      |
|    | Spanien   | A   | Álvaro Morata (från Real Madrid)       |
|    | Italien   | F   | Davide Zappacosta (från Torino)        |
|    | England   | MF  | Danny Drinkwater (från Leicester City) |

| Nr | Land                    | Pos | Namn                                             |
| -- | ----------------------- | --- | ------------------------------------------------ |
| 26 | England                 | F   | John Terry (till Aston Villa)                    |
| -  | Ghana                   | MF  | Christian Atsu (till Newcastle United)           |
| -  | Colombia                | MF  | Juan Cuadrado (till Juventus)                    |
| 1  | Bosnien och Hercegovina | MV  | Asmir Begović (till Bournemouth)                 |
| 41 | England                 | A   | Dominic Solanke (till Liverpool)                 |
| -  | Burkina Faso            | A   | Bertrand Traoré (till Lyon)                      |
| 6  | Nederländerna           | F   | Nathan Aké (till Bournemouth)                    |
| 29 | England                 | MF  | Nathaniel Chalobah (till Watford)                |
| 21 | Serbien                 | MF  | Nemanja Matić (till Manchester United)           |
| 18 | Frankrike               | A   | Loïc Rémy (till Las Palmas)                      |
| -  | Serbien                 | MF  | Danilo Pantić (Utlånad till Partizan Belgrad)    |
| -  | England                 | A   | Tammy Abraham (Utlånad till Swansea City)        |
| -  | England                 | F   | Todd Kane (Utlånad till Groningen)               |
| 34 | Nigeria                 | F   | Ola Aina (Utlånad till Hull City)                |
| 14 | England                 | MF  | Ruben Loftus-Cheek (Utlånad till Crystal Palace) |
| 5  | Frankrike               | F   | Kurt Zouma (Utlånad till Stoke City)             |
| -  | Tjeckien                | F   | Tomáš Kalas (Utlånad till Fulham)                |
| -  | Jamaica                 | F   | Michael Hector (Utlånad till Hull City)          |
| -  | England                 | MV  | Jamal Blackman (Utlånad till Sheffield United)   |
| 20 | USA                     | F   | Matt Miazga (Utlånad till Vitesse)               |
| -  | Kroatien                | MF  | Mario Pašalić (Utlånad till Spartak Moskva)      |
| -  | England                 | MF  | Lewis Baker (Utlånad till Middlesbrough)         |
| -  | Nigeria                 | F   | Kenneth Omeruo (Utlånad till Kasımpaşa)          |
| -  | Elfenbenskusten         | MF  | Jérémie Boga (Utlånad till Birmingham City)      |
| -  | Brasilien               | MF  | Nathan Allan de Souza (Utlånad till Amiens)      |
| -  | Chile                   | F   | Cristian Cuevas (Utlånad till Twente)            |

| Nr | Land                    | Pos | Namn                                             |
| -- | ----------------------- | --- | ------------------------------------------------ |
| 26 | England                 | F   | John Terry (till Aston Villa)                    |
| -  | Ghana                   | MF  | Christian Atsu (till Newcastle United)           |
| -  | Colombia                | MF  | Juan Cuadrado (till Juventus)                    |
| 1  | Bosnien och Hercegovina | MV  | Asmir Begović (till Bournemouth)                 |
| 41 | England                 | A   | Dominic Solanke (till Liverpool)                 |
| -  | Burkina Faso            | A   | Bertrand Traoré (till Lyon)                      |
| 6  | Nederländerna           | F   | Nathan Aké (till Bournemouth)                    |
| 29 | England                 | MF  | Nathaniel Chalobah (till Watford)                |
| 21 | Serbien                 | MF  | Nemanja Matić (till Manchester United)           |
| 18 | Frankrike               | A   | Loïc Rémy (till Las Palmas)                      |
| -  | Serbien                 | MF  | Danilo Pantić (Utlånad till Partizan Belgrad)    |
| -  | England                 | A   | Tammy Abraham (Utlånad till Swansea City)        |
| -  | England                 | F   | Todd Kane (Utlånad till Groningen)               |
| 34 | Nigeria                 | F   | Ola Aina (Utlånad till Hull City)                |
| 14 | England                 | MF  | Ruben Loftus-Cheek (Utlånad till Crystal Palace) |
| 5  | Frankrike               | F   | Kurt Zouma (Utlånad till Stoke City)             |
| -  | Tjeckien                | F   | Tomáš Kalas (Utlånad till Fulham)                |
| -  | Jamaica                 | F   | Michael Hector (Utlånad till Hull City)          |
| -  | England                 | MV  | Jamal Blackman (Utlånad till Sheffield United)   |
| 20 | USA                     | F   | Matt Miazga (Utlånad till Vitesse)               |
| -  | Kroatien                | MF  | Mario Pašalić (Utlånad till Spartak Moskva)      |
| -  | England                 | MF  | Lewis Baker (Utlånad till Middlesbrough)         |
| -  | Nigeria                 | F   | Kenneth Omeruo (Utlånad till Kasımpaşa)          |
| -  | Elfenbenskusten         | MF  | Jérémie Boga (Utlånad till Birmingham City)      |
| -  | Brasilien               | MF  | Nathan Allan de Souza (Utlånad till Amiens)      |
| -  | Chile                   | F   | Cristian Cuevas (Utlånad till Twente)            |

#### Vinterövergångar 2017
| Nr | Land      | Pos | Namn                          |
| -- | --------- | --- | ----------------------------- |
|    | England   | MF  | Ross Barkley (från Everton)   |
|    | Italien   | F   | Emerson Palmieri (från Roma)  |
|    | Frankrike | A   | Olivier Giroud (från Arsenal) |

| Nr | Land      | Pos | Namn                          |
| -- | --------- | --- | ----------------------------- |
|    | England   | MF  | Ross Barkley (från Everton)   |
|    | Italien   | F   | Emerson Palmieri (från Roma)  |
|    | Frankrike | A   | Olivier Giroud (från Arsenal) |

| Nr | Land      | Pos | Namn                                             |
| -- | --------- | --- | ------------------------------------------------ |
| 19 | Spanien   | A   | Diego Costa (till Atlético Madrid)               |
| 35 | England   | F   | Jake Clarke-Salter (Utlånad till Sunderland)     |
| -  | Brasilien | MF  | Nathan (Utlånad till Belenenses)                 |
| 16 | Brasilien | MF  | Kenedy (Utlånad till Newcastle United)           |
| -  | Ghana     | F   | Abdul Rahman Baba (Utlånad till Schalke 04)      |
| 17 | Belgien   | MF  | Charly Musonda (Utlånad till Celtic)             |
| -  | England   | F   | Todd Kane (Utlånad till Oxford United)           |
| 23 | Belgien   | A   | Michy Batshuayi (Utlånad till Borussia Dortmund) |
| -  | England   | MF  | Kasey Palmer (Utlånad till Derby County)         |

| Nr | Land      | Pos | Namn                                             |
| -- | --------- | --- | ------------------------------------------------ |
| 19 | Spanien   | A   | Diego Costa (till Atlético Madrid)               |
| 35 | England   | F   | Jake Clarke-Salter (Utlånad till Sunderland)     |
| -  | Brasilien | MF  | Nathan (Utlånad till Belenenses)                 |
| 16 | Brasilien | MF  | Kenedy (Utlånad till Newcastle United)           |
| -  | Ghana     | F   | Abdul Rahman Baba (Utlånad till Schalke 04)      |
| 17 | Belgien   | MF  | Charly Musonda (Utlånad till Celtic)             |
| -  | England   | F   | Todd Kane (Utlånad till Oxford United)           |
| 23 | Belgien   | A   | Michy Batshuayi (Utlånad till Borussia Dortmund) |
| -  | England   | MF  | Kasey Palmer (Utlånad till Derby County)         |

### Crystal Palace

#### Sommarövergångar 2017
| Nr | Land          | Pos | Namn                                                 |
| -- | ------------- | --- | ---------------------------------------------------- |
|    | Nederländerna | F   | Jairo Riedewald (från Ajax)                          |
|    | Frankrike     | F   | Mamadou Sakho (från Liverpool)                       |
|    | England       | MF  | Ruben Loftus-Cheek (Inlånad från Chelsea)            |
|    | Nederländerna | F   | Timothy Fosu-Mensah (Inlånad från Manchester United) |

| Nr | Land          | Pos | Namn                                                 |
| -- | ------------- | --- | ---------------------------------------------------- |
|    | Nederländerna | F   | Jairo Riedewald (från Ajax)                          |
|    | Frankrike     | F   | Mamadou Sakho (från Liverpool)                       |
|    | England       | MF  | Ruben Loftus-Cheek (Inlånad från Chelsea)            |
|    | Nederländerna | F   | Timothy Fosu-Mensah (Inlånad från Manchester United) |

| Nr | Land      | Pos | Namn                                          |
| -- | --------- | --- | --------------------------------------------- |
| 32 | Ghana     | A   | Kwesi Appiah (till Wimbledon)                 |
| 15 | Belgien   | A   | Jonathan Benteke (Klubb ej klar)              |
| 9  | England   | A   | Frazier Campbell (till Hull City)             |
| 4  | Frankrike | MF  | Mathieu Flamini (Klubb ej klar)               |
| 19 | England   | F   | Ezekiel Fryers (till Barnsley)                |
| 16 | Wales     | MF  | Joe Ledley (Klubb ej klar)                    |
| -  | England   | F   | Luke Croll (till Exeter City)                 |
| 30 | Frankrike | MV  | Steve Mandanda (till Marseille)               |
| -  | England   | MF  | Hiram Boateng (till Exeter City)              |
| -  | Wales     | MF  | Jonathan Williams (Utlånad till Sunderland)   |
| -  | England   | F   | Ryan Inniss (Utlånad till Colchester United)  |
| -  | England   | A   | Keshi Anderson (Utlånad till Swindon Town)    |
| 8  | Frankrike | A   | Loïc Rémy (Återvänder efter lån från Chelsea) |

| Nr | Land      | Pos | Namn                                          |
| -- | --------- | --- | --------------------------------------------- |
| 32 | Ghana     | A   | Kwesi Appiah (till Wimbledon)                 |
| 15 | Belgien   | A   | Jonathan Benteke (Klubb ej klar)              |
| 9  | England   | A   | Frazier Campbell (till Hull City)             |
| 4  | Frankrike | MF  | Mathieu Flamini (Klubb ej klar)               |
| 19 | England   | F   | Ezekiel Fryers (till Barnsley)                |
| 16 | Wales     | MF  | Joe Ledley (Klubb ej klar)                    |
| -  | England   | F   | Luke Croll (till Exeter City)                 |
| 30 | Frankrike | MV  | Steve Mandanda (till Marseille)               |
| -  | England   | MF  | Hiram Boateng (till Exeter City)              |
| -  | Wales     | MF  | Jonathan Williams (Utlånad till Sunderland)   |
| -  | England   | F   | Ryan Inniss (Utlånad till Colchester United)  |
| -  | England   | A   | Keshi Anderson (Utlånad till Swindon Town)    |
| 8  | Frankrike | A   | Loïc Rémy (Återvänder efter lån från Chelsea) |

#### Vinterövergångar 2017
| Nr | Land    | Pos | Namn                                 |
| -- | ------- | --- | ------------------------------------ |
|    | Polen   | F   | Jarosław Jach (från Zaglebie Lubin)  |
|    | Norge   | A   | Alexander Sörloth (från Midtjylland) |
|    | Sverige | MF  | Erdal Rakip (Inlånad från Benfica)   |

| Nr | Land    | Pos | Namn                                 |
| -- | ------- | --- | ------------------------------------ |
|    | Polen   | F   | Jarosław Jach (från Zaglebie Lubin)  |
|    | Norge   | A   | Alexander Sörloth (från Midtjylland) |
|    | Sverige | MF  | Erdal Rakip (Inlånad från Benfica)   |

| Nr | Land    | Pos | Namn                                            |
| -- | ------- | --- | ----------------------------------------------- |
| -  | England | A   | Keshi Anderson (till Swindon Town)              |
| 19 | England | A   | Freddie Ladapo (till Southend United)           |
| 25 | England | MF  | Sullay Kaikaki (Utlånad till Charlton Athletic) |

| Nr | Land    | Pos | Namn                                            |
| -- | ------- | --- | ----------------------------------------------- |
| -  | England | A   | Keshi Anderson (till Swindon Town)              |
| 19 | England | A   | Freddie Ladapo (till Southend United)           |
| 25 | England | MF  | Sullay Kaikaki (Utlånad till Charlton Athletic) |

### Everton

#### Sommarövergångar 2017
| Nr | Land          | Pos | Namn                                  |
| -- | ------------- | --- | ------------------------------------- |
|    | England       | MV  | Jordan Pickford (från Sunderland)     |
|    | Nederländerna | MF  | Davy Klaassen (från Ajax)             |
|    | Nigeria       | A   | Henry Onyekuru (från Eupen)           |
|    | Spanien       | A   | Sandro Ramírez (från Málaga)          |
|    | England       | F   | Michael Keane (från Burnley)          |
|    | England       | A   | Wayne Rooney (från Manchester United) |
|    | Curaçao       | F   | Cuco Martina (från Southampton)       |
|    | Island        | MF  | Gylfi Sigurdsson (från Swansea City)  |
|    | Kroatien      | A   | Nikola Vlašić (från Hajduk Split)     |

| Nr | Land          | Pos | Namn                                  |
| -- | ------------- | --- | ------------------------------------- |
|    | England       | MV  | Jordan Pickford (från Sunderland)     |
|    | Nederländerna | MF  | Davy Klaassen (från Ajax)             |
|    | Nigeria       | A   | Henry Onyekuru (från Eupen)           |
|    | Spanien       | A   | Sandro Ramírez (från Málaga)          |
|    | England       | F   | Michael Keane (från Burnley)          |
|    | England       | A   | Wayne Rooney (från Manchester United) |
|    | Curaçao       | F   | Cuco Martina (från Southampton)       |
|    | Island        | MF  | Gylfi Sigurdsson (från Swansea City)  |
|    | Kroatien      | A   | Nikola Vlašić (från Hajduk Split)     |

| Nr | Land            | Pos | Namn                                                       |
| -- | --------------- | --- | ---------------------------------------------------------- |
| 15 | England         | MF  | Tom Cleverley (till Watford)                               |
| 9  | Elfenbenskusten | A   | Arouna Koné (till Sivasspor)                               |
| -  | England         | A   | Conor McAleny (till Fleetwood Town)                        |
| 7  | Spanien         | MF  | Gerard Deulofeu (till Barcelona)                           |
| 10 | Belgien         | A   | Romelu Lukaku (till Manchester United)                     |
| -  | Irland          | MF  | Aiden McGeady (till Sunderland)                            |
| -  | Uruguay         | A   | Leandro Rodríguez (till Danubio)                           |
| 18 | England         | MF  | Gareth Barry (till West Bromwich Albion)                   |
| -  | Nigeria         | A   | Henry Onyekuru (Utlånad till Anderlecht)                   |
| 32 | England         | F   | Brendan Galloway (Utlånad till Sunderland)                 |
| 27 | England         | F   | Tyias Browning (Utlånad till Sunderland)                   |
| 38 | England         | F   | Matthew Pennington (Utlånad till Leeds United)             |
| 39 | England         | MF  | Conor Grant (Utlånad till Crewe Alexandra)                 |
| 19 | Ecuador         | A   | Enner Valencia (Återvänder efter lån från West Ham United) |

| Nr | Land            | Pos | Namn                                                       |
| -- | --------------- | --- | ---------------------------------------------------------- |
| 15 | England         | MF  | Tom Cleverley (till Watford)                               |
| 9  | Elfenbenskusten | A   | Arouna Koné (till Sivasspor)                               |
| -  | England         | A   | Conor McAleny (till Fleetwood Town)                        |
| 7  | Spanien         | MF  | Gerard Deulofeu (till Barcelona)                           |
| 10 | Belgien         | A   | Romelu Lukaku (till Manchester United)                     |
| -  | Irland          | MF  | Aiden McGeady (till Sunderland)                            |
| -  | Uruguay         | A   | Leandro Rodríguez (till Danubio)                           |
| 18 | England         | MF  | Gareth Barry (till West Bromwich Albion)                   |
| -  | Nigeria         | A   | Henry Onyekuru (Utlånad till Anderlecht)                   |
| 32 | England         | F   | Brendan Galloway (Utlånad till Sunderland)                 |
| 27 | England         | F   | Tyias Browning (Utlånad till Sunderland)                   |
| 38 | England         | F   | Matthew Pennington (Utlånad till Leeds United)             |
| 39 | England         | MF  | Conor Grant (Utlånad till Crewe Alexandra)                 |
| 19 | Ecuador         | A   | Enner Valencia (Återvänder efter lån från West Ham United) |

#### Vinterövergångar 2017
| Nr | Land      | Pos | Namn                                            |
| -- | --------- | --- | ----------------------------------------------- |
|    | Turkiet   | A   | Cenk Tosun (från Besiktas)                      |
|    | England   | A   | Theo Walcott (från Arsenal)                     |
|    | Frankrike | F   | Eliaquim Mangala (Inlånad från Manchester City) |

| Nr | Land      | Pos | Namn                                            |
| -- | --------- | --- | ----------------------------------------------- |
|    | Turkiet   | A   | Cenk Tosun (från Besiktas)                      |
|    | England   | A   | Theo Walcott (från Arsenal)                     |
|    | Frankrike | F   | Eliaquim Mangala (Inlånad från Manchester City) |

| Nr | Land                    | Pos | Namn                                       |
| -- | ----------------------- | --- | ------------------------------------------ |
| 8  | England                 | MF  | Ross Barkley (till Chelsea)                |
| 12 | England                 | MF  | Aaron Lennon (till Burnley)                |
| 11 | Belgien                 | A   | Kevin Mirallas (Utlånad till Olympiakos)   |
| 9  | Spanien                 | A   | Sandro Ramírez (Utlånad till Sevilla)      |
| 31 | England                 | A   | Ademola Lookman (Utlånad till RB Leipzig)  |
| 21 | Bosnien och Hercegovina | MF  | Muhamed Bešić (Utlånad till Middlesbrough) |

| Nr | Land                    | Pos | Namn                                       |
| -- | ----------------------- | --- | ------------------------------------------ |
| 8  | England                 | MF  | Ross Barkley (till Chelsea)                |
| 12 | England                 | MF  | Aaron Lennon (till Burnley)                |
| 11 | Belgien                 | A   | Kevin Mirallas (Utlånad till Olympiakos)   |
| 9  | Spanien                 | A   | Sandro Ramírez (Utlånad till Sevilla)      |
| 31 | England                 | A   | Ademola Lookman (Utlånad till RB Leipzig)  |
| 21 | Bosnien och Hercegovina | MF  | Muhamed Bešić (Utlånad till Middlesbrough) |

### Huddersfield Town

#### Sommarövergångar 2017
| Nr | Land           | Pos | Namn                                             |
| -- | -------------- | --- | ------------------------------------------------ |
|    | Kongo-Kinshasa | A   | Elias Kachunga (från Ingolstadt)                 |
|    | Belgien        | A   | Laurent Depoitre (från Porto)                    |
|    | Australien     | MF  | Aaron Mooy (från Manchester City)                |
|    | England        | MF  | Tom Ince (från Derby County)                     |
|    | USA            | MF  | Danny Williams (från Reading)                    |
|    | Benin          | A   | Steve Mounié (från Montpellier)                  |
|    | England        | F   | Scott Malone (från Fulham)                       |
|    | Danmark        | F   | Mathias Jørgensen (från FC Köpenhamn)            |
|    | Marocko        | MF  | Abdelhamid Sabiri (från Nürnberg)                |
|    | England        | MV  | Robert Green (från Leeds United)                 |
|    | Danmark        | MV  | Jonas Lössl (Inlånad från Mainz 05)              |
|    | England        | MF  | Kasey Palmer (Inlånad från Chelsea)              |
|    | Schweiz        | F   | Florent Hadergjonaj (Inlånad från Ingolstadt 04) |

| Nr | Land           | Pos | Namn                                             |
| -- | -------------- | --- | ------------------------------------------------ |
|    | Kongo-Kinshasa | A   | Elias Kachunga (från Ingolstadt)                 |
|    | Belgien        | A   | Laurent Depoitre (från Porto)                    |
|    | Australien     | MF  | Aaron Mooy (från Manchester City)                |
|    | England        | MF  | Tom Ince (från Derby County)                     |
|    | USA            | MF  | Danny Williams (från Reading)                    |
|    | Benin          | A   | Steve Mounié (från Montpellier)                  |
|    | England        | F   | Scott Malone (från Fulham)                       |
|    | Danmark        | F   | Mathias Jørgensen (från FC Köpenhamn)            |
|    | Marocko        | MF  | Abdelhamid Sabiri (från Nürnberg)                |
|    | England        | MV  | Robert Green (från Leeds United)                 |
|    | Danmark        | MV  | Jonas Lössl (Inlånad från Mainz 05)              |
|    | England        | MF  | Kasey Palmer (Inlånad från Chelsea)              |
|    | Schweiz        | F   | Florent Hadergjonaj (Inlånad från Ingolstadt 04) |

| Nr | Land       | Pos | Namn                                             |
| -- | ---------- | --- | ------------------------------------------------ |
| 25 | Irland     | MV  | Joe Murphy (till Bury)                           |
| -  | England    | MF  | Kyle Dempsey (till Fleetwood Town)               |
| 11 | England    | MF  | Harry Bunn (till Bury)                           |
| 5  | England    | F   | Mark Hudson (Avslutat karriären)                 |
| -  | Australien | F   | Jason Davidson (till Rijeka)                     |
| 21 | Bermuda    | A   | Nakhi Wells (till Burnley)                       |
| -  | Albanien   | A   | Flo Bojaj (Klubb ej klar)                        |
| 12 | England    | F   | Tareiq Holmes-Dennis (Utlånad till Portsmouth)   |
| -  | England    | A   | Jordy Hiwula (Utlånad till Fleetwood Town)       |
| 16 | England    | MF  | Jack Payne (Utlånad till Oxford United)          |
| 7  | Irland     | A   | Sean Scannell (Utlånad till Burton Albion)       |
| 1  | Wales      | MV  | Danny Ward (Återvänder efter lån från Liverpool) |
| 37 | England    | A   | Isaiah Brown (Återvänder efter lån från Chelsea) |

| Nr | Land       | Pos | Namn                                             |
| -- | ---------- | --- | ------------------------------------------------ |
| 25 | Irland     | MV  | Joe Murphy (till Bury)                           |
| -  | England    | MF  | Kyle Dempsey (till Fleetwood Town)               |
| 11 | England    | MF  | Harry Bunn (till Bury)                           |
| 5  | England    | F   | Mark Hudson (Avslutat karriären)                 |
| -  | Australien | F   | Jason Davidson (till Rijeka)                     |
| 21 | Bermuda    | A   | Nakhi Wells (till Burnley)                       |
| -  | Albanien   | A   | Flo Bojaj (Klubb ej klar)                        |
| 12 | England    | F   | Tareiq Holmes-Dennis (Utlånad till Portsmouth)   |
| -  | England    | A   | Jordy Hiwula (Utlånad till Fleetwood Town)       |
| 16 | England    | MF  | Jack Payne (Utlånad till Oxford United)          |
| 7  | Irland     | A   | Sean Scannell (Utlånad till Burton Albion)       |
| 1  | Wales      | MV  | Danny Ward (Återvänder efter lån från Liverpool) |
| 37 | England    | A   | Isaiah Brown (Återvänder efter lån från Chelsea) |

#### Vinterövergångar 2017
| Nr | Land          | Pos | Namn                                     |
| -- | ------------- | --- | ---------------------------------------- |
|    | England       | MF  | Alex Pritchard (från Norwich City)       |
|    | Nederländerna | F   | Terence Kongolo (Inlånad från AS Monaco) |

| Nr | Land          | Pos | Namn                                     |
| -- | ------------- | --- | ---------------------------------------- |
|    | England       | MF  | Alex Pritchard (från Norwich City)       |
|    | Nederländerna | F   | Terence Kongolo (Inlånad från AS Monaco) |

| Nr | Land    | Pos | Namn                                             |
| -- | ------- | --- | ------------------------------------------------ |
| 18 | England | MF  | Joe Lolley (till Nottingham Forest)              |
| 14 | England | F   | Martin Cranie (till Middlesbrough)               |
| 31 | England | MV  | Ryan Schofield (Utlånad till Telford United)     |
| -  | England | MF  | Jack Payne (Utlånad till Blackburn Rovers)       |
| 45 | England | MF  | Kasey Palmer (Återvänder efter lån till Chelsea) |

| Nr | Land    | Pos | Namn                                             |
| -- | ------- | --- | ------------------------------------------------ |
| 18 | England | MF  | Joe Lolley (till Nottingham Forest)              |
| 14 | England | F   | Martin Cranie (till Middlesbrough)               |
| 31 | England | MV  | Ryan Schofield (Utlånad till Telford United)     |
| -  | England | MF  | Jack Payne (Utlånad till Blackburn Rovers)       |
| 45 | England | MF  | Kasey Palmer (Återvänder efter lån till Chelsea) |

### Leicester City

#### Sommarövergångar 2017
| Nr | Land      | Pos | Namn                                                |
| -- | --------- | --- | --------------------------------------------------- |
|    | England   | F   | Harry Maguire (från Hull City)                      |
|    | Spanien   | MF  | Vicente Iborra (från Sevilla)                       |
|    | Schweiz   | MV  | Eldin Jakupović (från Hull City)                    |
|    | Nigeria   | A   | Kelechi Iheanacho (från Manchester City)            |
|    | Portugal  | MF  | Adrien Silva (från Sporting Lissabon)               |
|    | Österrike | F   | Aleksandar Dragović (Inlånad från Bayer Leverkusen) |

| Nr | Land      | Pos | Namn                                                |
| -- | --------- | --- | --------------------------------------------------- |
|    | England   | F   | Harry Maguire (från Hull City)                      |
|    | Spanien   | MF  | Vicente Iborra (från Sevilla)                       |
|    | Schweiz   | MV  | Eldin Jakupović (från Hull City)                    |
|    | Nigeria   | A   | Kelechi Iheanacho (från Manchester City)            |
|    | Portugal  | MF  | Adrien Silva (från Sporting Lissabon)               |
|    | Österrike | F   | Aleksandar Dragović (Inlånad från Bayer Leverkusen) |

| Nr | Land      | Pos | Namn                                            |
| -- | --------- | --- | ----------------------------------------------- |
| 27 | Polen     | F   | Marcin Wasilewski (Klubb ej klar)               |
| 21 | Tyskland  | MV  | Ron-Robert Zieler (till Stuttgart)              |
| -  | Wales     | A   | Tom Lawrence (till Derby County)                |
| 4  | England   | MF  | Danny Drinkwater (till Chelsea)                 |
| 14 | Polen     | MF  | Bartosz Kapustka (Utlånad till Freiburg)        |
| 24 | Frankrike | MF  | Nampalys Mendy (Utlånad till Nice)              |
| 18 | Mali      | F   | Molla Wagué (Återvänder efter lån från Granada) |

| Nr | Land      | Pos | Namn                                            |
| -- | --------- | --- | ----------------------------------------------- |
| 27 | Polen     | F   | Marcin Wasilewski (Klubb ej klar)               |
| 21 | Tyskland  | MV  | Ron-Robert Zieler (till Stuttgart)              |
| -  | Wales     | A   | Tom Lawrence (till Derby County)                |
| 4  | England   | MF  | Danny Drinkwater (till Chelsea)                 |
| 14 | Polen     | MF  | Bartosz Kapustka (Utlånad till Freiburg)        |
| 24 | Frankrike | MF  | Nampalys Mendy (Utlånad till Nice)              |
| 18 | Mali      | F   | Molla Wagué (Återvänder efter lån från Granada) |

#### Vinterövergångar 2017
| Nr | Land | Pos | Namn                                    |
| -- | ---- | --- | --------------------------------------- |
|    | Mali | MF  | Fousseni Diabaté (från Gazélec Ajaccio) |

| Nr | Land | Pos | Namn                                    |
| -- | ---- | --- | --------------------------------------- |
|    | Mali | MF  | Fousseni Diabaté (från Gazélec Ajaccio) |

| Nr | Land      | Pos | Namn                                                 |
| -- | --------- | --- | ---------------------------------------------------- |
| 13 | Nigeria   | A   | Ahmed Musa (Utlånad till CSKA Moskva)                |
| 23 | Argentina | A   | Leonardo Ulloa (Utlånad till Brighton & Hove Albion) |
| 10 | Wales     | MF  | Andy King (Utlånad till Swansea City)                |
| 19 | Algeriet  | A   | Islam Slimani (Utlånad till Newcastle United)        |

| Nr | Land      | Pos | Namn                                                 |
| -- | --------- | --- | ---------------------------------------------------- |
| 13 | Nigeria   | A   | Ahmed Musa (Utlånad till CSKA Moskva)                |
| 23 | Argentina | A   | Leonardo Ulloa (Utlånad till Brighton & Hove Albion) |
| 10 | Wales     | MF  | Andy King (Utlånad till Swansea City)                |
| 19 | Algeriet  | A   | Islam Slimani (Utlånad till Newcastle United)        |

### Liverpool

#### Sommarövergångar 2017
| Nr | Land      | Pos | Namn                                   |
| -- | --------- | --- | -------------------------------------- |
|    | England   | A   | Dominic Solanke (från Chelsea)         |
|    | Egypten   | MF  | Mohamed Salah (från Roma)              |
|    | Skottland | F   | Andrew Robertson (från Hull City)      |
|    | England   | MF  | Alex Oxlade-Chamberlain (från Arsenal) |

| Nr | Land      | Pos | Namn                                   |
| -- | --------- | --- | -------------------------------------- |
|    | England   | A   | Dominic Solanke (från Chelsea)         |
|    | Egypten   | MF  | Mohamed Salah (från Roma)              |
|    | Skottland | F   | Andrew Robertson (från Hull City)      |
|    | England   | MF  | Alex Oxlade-Chamberlain (från Arsenal) |

| Nr | Land      | Pos | Namn                                  |
| -- | --------- | --- | ------------------------------------- |
| 13 | Österrike | MV  | Alex Manninger (Avslutat karriären)   |
| 47 | England   | F   | Andre Wisdom (till Derby County)      |
| 21 | Brasilien | MF  | Lucas Leiva (till Lazio)              |
| 35 | England   | MF  | Kevin Stewart (till Hull City)        |
| 3  | Frankrike | F   | Mamadou Sakho (till Crystal Palace)   |
| 56 | England   | F   | Connor Randall (Utlånad till Hearts)  |
| 54 | England   | MF  | Sheyi Ojo (Utlånad till Fulham)       |
| 27 | Belgien   | A   | Divock Origi (Utlånad till Wolfsburg) |

| Nr | Land      | Pos | Namn                                  |
| -- | --------- | --- | ------------------------------------- |
| 13 | Österrike | MV  | Alex Manninger (Avslutat karriären)   |
| 47 | England   | F   | Andre Wisdom (till Derby County)      |
| 21 | Brasilien | MF  | Lucas Leiva (till Lazio)              |
| 35 | England   | MF  | Kevin Stewart (till Hull City)        |
| 3  | Frankrike | F   | Mamadou Sakho (till Crystal Palace)   |
| 56 | England   | F   | Connor Randall (Utlånad till Hearts)  |
| 54 | England   | MF  | Sheyi Ojo (Utlånad till Fulham)       |
| 27 | Belgien   | A   | Divock Origi (Utlånad till Wolfsburg) |

#### Vinterövergångar 2017
| Nr | Land          | Pos | Namn                               |
| -- | ------------- | --- | ---------------------------------- |
|    | Nederländerna | F   | Virgil van Dijk (från Southampton) |

| Nr | Land          | Pos | Namn                               |
| -- | ------------- | --- | ---------------------------------- |
|    | Nederländerna | F   | Virgil van Dijk (från Southampton) |

| Nr | Land      | Pos | Namn                                                 |
| -- | --------- | --- | ---------------------------------------------------- |
| 10 | Brasilien | MF  | Philippe Coutinho (till Barcelona)                   |
| 16 | Serbien   | MF  | Marko Grujić (Utlånad till Cardiff City)             |
| 15 | England   | A   | Daniel Sturridge (Utlånad till West Bromwich Albion) |
| 50 | Serbien   | MF  | Lazar Marković (Utlånad till Anderlecht)             |
| 38 | England   | F   | Jon Flanagan (Utlånad till Bolton Wanderers)         |

| Nr | Land      | Pos | Namn                                                 |
| -- | --------- | --- | ---------------------------------------------------- |
| 10 | Brasilien | MF  | Philippe Coutinho (till Barcelona)                   |
| 16 | Serbien   | MF  | Marko Grujić (Utlånad till Cardiff City)             |
| 15 | England   | A   | Daniel Sturridge (Utlånad till West Bromwich Albion) |
| 50 | Serbien   | MF  | Lazar Marković (Utlånad till Anderlecht)             |
| 38 | England   | F   | Jon Flanagan (Utlånad till Bolton Wanderers)         |

### Manchester City

#### Sommarövergångar 2017
| Nr | Land      | Pos | Namn                                  |
| -- | --------- | --- | ------------------------------------- |
|    | Portugal  | MF  | Bernardo Silva (från AS Monaco)       |
|    | Brasilien | MV  | Ederson (från Benfica)                |
|    | England   | F   | Kyle Walker (från Tottenham Hotspur)  |
|    | Brasilien | MF  | Douglas Luiz (från Vasco da Gama)     |
|    | Brasilien | F   | Danilo (från Real Madrid)             |
|    | Frankrike | F   | Benjamin Mendy (från AS Monaco)       |
|    | Nigeria   | A   | Olarenwaju Kayode (från Austria Wien) |

| Nr | Land      | Pos | Namn                                  |
| -- | --------- | --- | ------------------------------------- |
|    | Portugal  | MF  | Bernardo Silva (från AS Monaco)       |
|    | Brasilien | MV  | Ederson (från Benfica)                |
|    | England   | F   | Kyle Walker (från Tottenham Hotspur)  |
|    | Brasilien | MF  | Douglas Luiz (från Vasco da Gama)     |
|    | Brasilien | F   | Danilo (från Real Madrid)             |
|    | Frankrike | F   | Benjamin Mendy (från AS Monaco)       |
|    | Nigeria   | A   | Olarenwaju Kayode (från Austria Wien) |

| Nr | Land            | Pos | Namn                                     |
| -- | --------------- | --- | ---------------------------------------- |
| 5  | Argentina       | F   | Pablo Zabaleta (till West Ham United)    |
| 3  | Frankrike       | F   | Bacary Sagna (Klubb ej klar)             |
| 15 | Spanien         | MF  | Jesús Navas (till Sevilla)               |
| 22 | Frankrike       | F   | Gaël Clichy (till İstanbul Başakşehir)   |
| 13 | Argentina       | MV  | Willy Caballero (till Chelsea)           |
| 48 | Turkiet         | A   | Enes Ünal (till Villarreal)              |
| -  | Australien      | MF  | Aaron Mooy (till Huddersfield Town)      |
| -  | Spanien         | A   | Rubén Sobrino (till Alavés)              |
| -  | Argentina       | MF  | Bruno Zuculini (till Hellas Verona)      |
| -  | Frankrike       | MF  | Olivier Ntcham (till Celtic)             |
| 9  | Spanien         | A   | Nolito (till Sevilla)                    |
| 11 | Serbien         | F   | Aleksandar Kolarov (till Roma)           |
| 6  | Brasilien       | MF  | Fernando (till Galatasaray)              |
| 72 | Nigeria         | A   | Kelechi Iheanacho (till Leicester City)  |
| 8  | Frankrike       | MF  | Samir Nasri (till Antalyaspor)           |
| 14 | Elfenbenskusten | A   | Wilfried Bony (till Swansea City)        |
| 54 | England         | MV  | Angus Gunn (Utlånad till Norwich City)   |
| -  | Spanien         | F   | Pablo Marí (Utlånad till Breda)          |
| -  | Brasilien       | MF  | Douglas Luiz (Utlånad till Girona)       |
| 75 | Spanien         | MF  | Aleix García (Utlånad till Girona)       |
| 29 | Colombia        | A   | Marlos Moreno (Utlånad till Girona)      |
| -  | England         | MV  | Joe Hart (Utlånad till West Ham United)  |
| -  | Australien      | MF  | Anthony Cáceres (Utlånad till Al-Wasl)   |
| 50 | Spanien         | F   | Pablo Maffeo (Utlånad till Girona)       |
| -  | Argentina       | F   | Nicolás Freire (Utlånad till Zwolle)     |
| -  | Nigeria         | A   | Olarenwaju Kayode (Utlånad till Girona)  |
| -  | England         | A   | Patrick Roberts (Utlånad till Celtic)    |
| 28 | Belgien         | F   | Jason Denayer (Utlånad till Galatasaray) |

| Nr | Land            | Pos | Namn                                     |
| -- | --------------- | --- | ---------------------------------------- |
| 5  | Argentina       | F   | Pablo Zabaleta (till West Ham United)    |
| 3  | Frankrike       | F   | Bacary Sagna (Klubb ej klar)             |
| 15 | Spanien         | MF  | Jesús Navas (till Sevilla)               |
| 22 | Frankrike       | F   | Gaël Clichy (till İstanbul Başakşehir)   |
| 13 | Argentina       | MV  | Willy Caballero (till Chelsea)           |
| 48 | Turkiet         | A   | Enes Ünal (till Villarreal)              |
| -  | Australien      | MF  | Aaron Mooy (till Huddersfield Town)      |
| -  | Spanien         | A   | Rubén Sobrino (till Alavés)              |
| -  | Argentina       | MF  | Bruno Zuculini (till Hellas Verona)      |
| -  | Frankrike       | MF  | Olivier Ntcham (till Celtic)             |
| 9  | Spanien         | A   | Nolito (till Sevilla)                    |
| 11 | Serbien         | F   | Aleksandar Kolarov (till Roma)           |
| 6  | Brasilien       | MF  | Fernando (till Galatasaray)              |
| 72 | Nigeria         | A   | Kelechi Iheanacho (till Leicester City)  |
| 8  | Frankrike       | MF  | Samir Nasri (till Antalyaspor)           |
| 14 | Elfenbenskusten | A   | Wilfried Bony (till Swansea City)        |
| 54 | England         | MV  | Angus Gunn (Utlånad till Norwich City)   |
| -  | Spanien         | F   | Pablo Marí (Utlånad till Breda)          |
| -  | Brasilien       | MF  | Douglas Luiz (Utlånad till Girona)       |
| 75 | Spanien         | MF  | Aleix García (Utlånad till Girona)       |
| 29 | Colombia        | A   | Marlos Moreno (Utlånad till Girona)      |
| -  | England         | MV  | Joe Hart (Utlånad till West Ham United)  |
| -  | Australien      | MF  | Anthony Cáceres (Utlånad till Al-Wasl)   |
| 50 | Spanien         | F   | Pablo Maffeo (Utlånad till Girona)       |
| -  | Argentina       | F   | Nicolás Freire (Utlånad till Zwolle)     |
| -  | Nigeria         | A   | Olarenwaju Kayode (Utlånad till Girona)  |
| -  | England         | A   | Patrick Roberts (Utlånad till Celtic)    |
| 28 | Belgien         | F   | Jason Denayer (Utlånad till Galatasaray) |

#### Vinterövergångar 2017
| Nr | Land      | Pos | Namn                                          |
| -- | --------- | --- | --------------------------------------------- |
|    | Frankrike | F   | Aymeric Laporte (från Athletic Bilbao)        |
|    | England   | A   | Jack Harrison (från New York City)            |
|    | USA       | F   | Erik Palmer-Brown (från Sporting Kansas City) |

| Nr | Land      | Pos | Namn                                          |
| -- | --------- | --- | --------------------------------------------- |
|    | Frankrike | F   | Aymeric Laporte (från Athletic Bilbao)        |
|    | England   | A   | Jack Harrison (från New York City)            |
|    | USA       | F   | Erik Palmer-Brown (från Sporting Kansas City) |

| Nr | Land      | Pos | Namn                                       |
| -- | --------- | --- | ------------------------------------------ |
| 29 | Colombia  | A   | Marlos Moreno (Utlånad till Flamengo)      |
| -  | England   | A   | Jack Harrison (Utlånad till Middlesbrough) |
| -  | USA       | F   | Erik Palmer-Brown (Utlånad till Kortrijk)  |
| 15 | Frankrike | F   | Eliaquim Mangala (Utlånad till Everton)    |

| Nr | Land      | Pos | Namn                                       |
| -- | --------- | --- | ------------------------------------------ |
| 29 | Colombia  | A   | Marlos Moreno (Utlånad till Flamengo)      |
| -  | England   | A   | Jack Harrison (Utlånad till Middlesbrough) |
| -  | USA       | F   | Erik Palmer-Brown (Utlånad till Kortrijk)  |
| 15 | Frankrike | F   | Eliaquim Mangala (Utlånad till Everton)    |

### Manchester United

#### Sommarövergångar 2017
| Nr | Land    | Pos | Namn                                   |
| -- | ------- | --- | -------------------------------------- |
|    | Sverige | F   | Victor Nilsson Lindelöf (från Benfica) |
|    | Belgien | A   | Romelu Lukaku (från Everton)           |
|    | Serbien | MF  | Nemanja Matić (från Chelsea)           |

| Nr | Land    | Pos | Namn                                   |
| -- | ------- | --- | -------------------------------------- |
|    | Sverige | F   | Victor Nilsson Lindelöf (från Benfica) |
|    | Belgien | A   | Romelu Lukaku (från Everton)           |
|    | Serbien | MF  | Nemanja Matić (från Chelsea)           |

| Nr | Land          | Pos | Namn                                                  |
| -- | ------------- | --- | ----------------------------------------------------- |
| 10 | England       | A   | Wayne Rooney (till Everton)                           |
| 15 | Belgien       | MF  | Adnan Januzaj (till Real Sociedad)                    |
| -  | Uruguay       | F   | Guillermo Varela (till Peñarol)                       |
| 32 | England       | MV  | Sam Johnstone (Utlånad till Aston Villa)              |
| 43 | England       | F   | Cameron Borthwick-Jackson (Utlånad till Leeds United) |
| 24 | Nederländerna | F   | Timothy Fosu-Mensah (Utlånad till Crystal Palace)     |
| 44 | Brasilien     | MF  | Andreas Pereira (Utlånad till Valencia)               |

| Nr | Land          | Pos | Namn                                                  |
| -- | ------------- | --- | ----------------------------------------------------- |
| 10 | England       | A   | Wayne Rooney (till Everton)                           |
| 15 | Belgien       | MF  | Adnan Januzaj (till Real Sociedad)                    |
| -  | Uruguay       | F   | Guillermo Varela (till Peñarol)                       |
| 32 | England       | MV  | Sam Johnstone (Utlånad till Aston Villa)              |
| 43 | England       | F   | Cameron Borthwick-Jackson (Utlånad till Leeds United) |
| 24 | Nederländerna | F   | Timothy Fosu-Mensah (Utlånad till Crystal Palace)     |
| 44 | Brasilien     | MF  | Andreas Pereira (Utlånad till Valencia)               |

#### Vinterövergångar 2017
| Nr | Land  | Pos | Namn                          |
| -- | ----- | --- | ----------------------------- |
|    | Chile | A   | Alexis Sánchez (från Arsenal) |

| Nr | Land  | Pos | Namn                          |
| -- | ----- | --- | ----------------------------- |
|    | Chile | A   | Alexis Sánchez (från Arsenal) |

| Nr | Land     | Pos | Namn                                         |
| -- | -------- | --- | -------------------------------------------- |
| 22 | Armenien | MF  | Henrich Mchitarjan (till Arsenal)            |
| 29 | England  | A   | James Wilson (Utlånad till Sheffield United) |
| 38 | England  | F   | Axel Tuanzebe (Utlånad till Aston Villa)     |

| Nr | Land     | Pos | Namn                                         |
| -- | -------- | --- | -------------------------------------------- |
| 22 | Armenien | MF  | Henrich Mchitarjan (till Arsenal)            |
| 29 | England  | A   | James Wilson (Utlånad till Sheffield United) |
| 38 | England  | F   | Axel Tuanzebe (Utlånad till Aston Villa)     |

### Newcastle United

#### Sommarövergångar 2017
| Nr | Land      | Pos | Namn                                          |
| -- | --------- | --- | --------------------------------------------- |
|    | Ghana     | MF  | Christian Atsu (från Chelsea)                 |
|    | Frankrike | F   | Florian Lejeune (från Eibar)                  |
|    | England   | A   | Jacob Murphy (från Norwich City)              |
|    | Spanien   | F   | Javier Manquillo (från Atlético Madrid)       |
|    | Spanien   | A   | Joselu (från Stoke City)                      |
|    | Spanien   | MF  | Mikel Merino (Inlånad från Borussia Dortmund) |

| Nr | Land      | Pos | Namn                                          |
| -- | --------- | --- | --------------------------------------------- |
|    | Ghana     | MF  | Christian Atsu (från Chelsea)                 |
|    | Frankrike | F   | Florian Lejeune (från Eibar)                  |
|    | England   | A   | Jacob Murphy (från Norwich City)              |
|    | Spanien   | F   | Javier Manquillo (från Atlético Madrid)       |
|    | Spanien   | A   | Joselu (från Stoke City)                      |
|    | Spanien   | MF  | Mikel Merino (Inlånad från Borussia Dortmund) |

| Nr | Land          | Pos | Namn                                           |
| -- | ------------- | --- | ---------------------------------------------- |
| -  | Frankrike     | MF  | Florian Thauvin (till Marseille)               |
| 8  | Nederländerna | MF  | Vurnon Anita (till Leeds United)               |
| 34 | Nigeria       | A   | Sammy Ameobi (till Bolton Wanderers)           |
| -  | Slovenien     | MF  | Haris Vučkić (till Twente)                     |
| 43 | Schweiz       | F   | Kevin Mbau (till Young Boys)                   |
| 20 | Frankrike     | MF  | Yoan Gouffran (till Göztepe)                   |
| 33 | Irland        | A   | Daryl Murphy (till Nottingham Forest)          |
| 29 | Frankrike     | A   | Emmanuel Rivière (till Metz)                   |
| 10 | Nederländerna | MF  | Siem de Jong (till Ajax)                       |
| 5  | Skottland     | F   | Grant Hanley (till Norwich City)               |
| 28 | Belgien       | MV  | Matz Sels (Utlånad till Anderlecht)            |
| 32 | England       | A   | Adam Armstrong (Utlånad till Bolton Wanderers) |
| -  | England       | A   | Ivan Toney (Utlånad till Wigan Athletic)       |
| 1  | Nederländerna | MV  | Tim Krul (Utlånad till Brighton & Hove Albion) |
| 7  | Marocko       | F   | Achraf Lazaar (Utlånad till Benevento)         |

| Nr | Land          | Pos | Namn                                           |
| -- | ------------- | --- | ---------------------------------------------- |
| -  | Frankrike     | MF  | Florian Thauvin (till Marseille)               |
| 8  | Nederländerna | MF  | Vurnon Anita (till Leeds United)               |
| 34 | Nigeria       | A   | Sammy Ameobi (till Bolton Wanderers)           |
| -  | Slovenien     | MF  | Haris Vučkić (till Twente)                     |
| 43 | Schweiz       | F   | Kevin Mbau (till Young Boys)                   |
| 20 | Frankrike     | MF  | Yoan Gouffran (till Göztepe)                   |
| 33 | Irland        | A   | Daryl Murphy (till Nottingham Forest)          |
| 29 | Frankrike     | A   | Emmanuel Rivière (till Metz)                   |
| 10 | Nederländerna | MF  | Siem de Jong (till Ajax)                       |
| 5  | Skottland     | F   | Grant Hanley (till Norwich City)               |
| 28 | Belgien       | MV  | Matz Sels (Utlånad till Anderlecht)            |
| 32 | England       | A   | Adam Armstrong (Utlånad till Bolton Wanderers) |
| -  | England       | A   | Ivan Toney (Utlånad till Wigan Athletic)       |
| 1  | Nederländerna | MV  | Tim Krul (Utlånad till Brighton & Hove Albion) |
| 7  | Marocko       | F   | Achraf Lazaar (Utlånad till Benevento)         |

#### Vinterövergångar 2017
| Nr | Land      | Pos | Namn                                        |
| -- | --------- | --- | ------------------------------------------- |
|    | Brasilien | MF  | Kenedy (Inlånad från Chelsea)               |
|    | Algeriet  | A   | Islam Slimani (Inlånad från Leicester City) |
|    | Slovakien | MV  | Martin Dúbravka (Inlånad från Sparta Prag)  |

| Nr | Land      | Pos | Namn                                        |
| -- | --------- | --- | ------------------------------------------- |
|    | Brasilien | MF  | Kenedy (Inlånad från Chelsea)               |
|    | Algeriet  | A   | Islam Slimani (Inlånad från Leicester City) |
|    | Slovakien | MV  | Martin Dúbravka (Inlånad från Sparta Prag)  |

| Nr | Land    | Pos | Namn                                           |
| -- | ------- | --- | ---------------------------------------------- |
| -  | England | A   | Adam Armstrong (Utlånad till Blackburn Rovers) |
| -  | England | A   | Ivan Toney (Utlånad till Scunthorpe United)    |
| 16 | England | MF  | Rolando Aarons (Utlånad till Hellas Verona)    |
| 4  | England | MF  | Jack Colback (Utlånad till Nottingham Forest)  |
| 45 | Serbien | A   | Aleksandar Mitrović (Utlånad till Fulham)      |
| 24 | Senegal | MF  | Henri Saivet (Utlånad till Sivasspor)          |
| 41 | England | MV  | Freddie Woodman (Utlånad till Aberdeen)        |

| Nr | Land    | Pos | Namn                                           |
| -- | ------- | --- | ---------------------------------------------- |
| -  | England | A   | Adam Armstrong (Utlånad till Blackburn Rovers) |
| -  | England | A   | Ivan Toney (Utlånad till Scunthorpe United)    |
| 16 | England | MF  | Rolando Aarons (Utlånad till Hellas Verona)    |
| 4  | England | MF  | Jack Colback (Utlånad till Nottingham Forest)  |
| 45 | Serbien | A   | Aleksandar Mitrović (Utlånad till Fulham)      |
| 24 | Senegal | MF  | Henri Saivet (Utlånad till Sivasspor)          |
| 41 | England | MV  | Freddie Woodman (Utlånad till Aberdeen)        |

### Southampton

#### Sommarövergångar 2017
| Nr | Land          | Pos | Namn                                  |
| -- | ------------- | --- | ------------------------------------- |
|    | Polen         | F   | Jan Bednarek (från Lech Poznan)       |
|    | Gabon         | MF  | Mario Lemina (från Juventus)          |
|    | England       | MV  | Jack Rose (från West Bromwich Albion) |
|    | Nederländerna | F   | Wesley Hoedt (från Lazio)             |

| Nr | Land          | Pos | Namn                                  |
| -- | ------------- | --- | ------------------------------------- |
|    | Polen         | F   | Jan Bednarek (från Lech Poznan)       |
|    | Gabon         | MF  | Mario Lemina (från Juventus)          |
|    | England       | MV  | Jack Rose (från West Bromwich Albion) |
|    | Nederländerna | F   | Wesley Hoedt (från Lazio)             |

| Nr | Land          | Pos | Namn                                          |
| -- | ------------- | --- | --------------------------------------------- |
| 12 | Uruguay       | F   | Martín Cáceres (till Hellas Verona)           |
| 15 | Curaçao       | F   | Cuco Martina (till Everton)                   |
| 27 | Wales         | MF  | Lloyd Isgrove (till Barnsley)                 |
| 9  | England       | A   | Jay Rodriguez (till West Bromwich Albion)     |
| -  | Argentina     | MV  | Paulo Gazzaniga (till Tottenham Hotspur)      |
| 18 | England       | MF  | Harrison Reed (Utlånad till Norwich City)     |
| -  | England       | A   | Sam Gallagher (Utlånad till Birmingham City)  |
| 4  | Nederländerna | MF  | Jordy Clasie (Utlånad till Club Brugge)       |
| 40 | Frankrike     | MV  | Mouez Hassen (Återvänder efter lån från Nice) |

| Nr | Land          | Pos | Namn                                          |
| -- | ------------- | --- | --------------------------------------------- |
| 12 | Uruguay       | F   | Martín Cáceres (till Hellas Verona)           |
| 15 | Curaçao       | F   | Cuco Martina (till Everton)                   |
| 27 | Wales         | MF  | Lloyd Isgrove (till Barnsley)                 |
| 9  | England       | A   | Jay Rodriguez (till West Bromwich Albion)     |
| -  | Argentina     | MV  | Paulo Gazzaniga (till Tottenham Hotspur)      |
| 18 | England       | MF  | Harrison Reed (Utlånad till Norwich City)     |
| -  | England       | A   | Sam Gallagher (Utlånad till Birmingham City)  |
| 4  | Nederländerna | MF  | Jordy Clasie (Utlånad till Club Brugge)       |
| 40 | Frankrike     | MV  | Mouez Hassen (Återvänder efter lån från Nice) |

#### Vinterövergångar 2017
| Nr | Land      | Pos | Namn                            |
| -- | --------- | --- | ------------------------------- |
|    | Argentina | A   | Guido Carrillo (från AS Monaco) |

| Nr | Land      | Pos | Namn                            |
| -- | --------- | --- | ------------------------------- |
|    | Argentina | A   | Guido Carrillo (från AS Monaco) |

| Nr | Land          | Pos | Namn                               |
| -- | ------------- | --- | ---------------------------------- |
| 17 | Nederländerna | F   | Virgil van Dijk (till Liverpool)   |
| 33 | England       | F   | Matt Targett (Utlånad till Fulham) |

| Nr | Land          | Pos | Namn                               |
| -- | ------------- | --- | ---------------------------------- |
| 17 | Nederländerna | F   | Virgil van Dijk (till Liverpool)   |
| 33 | England       | F   | Matt Targett (Utlånad till Fulham) |

### Stoke City

#### Sommarövergångar 2017
| Nr | Land          | Pos | Namn                                              |
| -- | ------------- | --- | ------------------------------------------------- |
|    | Skottland     | MF  | Darren Fletcher (från West Bromwich Albion)       |
|    | England       | F   | Josh Tymon (från Hull City)                       |
|    | Kamerun       | A   | Eric Maxim Choupo-Moting (från Schalke 04)        |
|    | Nederländerna | F   | Bruno Martins Indi (från Porto)                   |
|    | Österrike     | F   | Kevin Wimmer (från Tottenham Hotspur)             |
|    | Frankrike     | F   | Kurt Zouma (Inlånad från Chelsea)                 |
|    | Spanien       | A   | Jesé Rodríguez (Inlånad från Paris Saint-Germain) |

| Nr | Land          | Pos | Namn                                              |
| -- | ------------- | --- | ------------------------------------------------- |
|    | Skottland     | MF  | Darren Fletcher (från West Bromwich Albion)       |
|    | England       | F   | Josh Tymon (från Hull City)                       |
|    | Kamerun       | A   | Eric Maxim Choupo-Moting (från Schalke 04)        |
|    | Nederländerna | F   | Bruno Martins Indi (från Porto)                   |
|    | Österrike     | F   | Kevin Wimmer (från Tottenham Hotspur)             |
|    | Frankrike     | F   | Kurt Zouma (Inlånad från Chelsea)                 |
|    | Spanien       | A   | Jesé Rodríguez (Inlånad från Paris Saint-Germain) |

| Nr | Land            | Pos | Namn                                                      |
| -- | --------------- | --- | --------------------------------------------------------- |
| 24 | Irland          | MV  | Shay Given (Klubb ej klar)                                |
| 35 | Österrike       | MV  | Daniel Bachmann (till Watford)                            |
| -  | England         | A   | George Waring (till Tranmere Rovers)                      |
| 19 | Irland          | A   | Jonathan Walters (till Burnley)                           |
| 6  | Irland          | MF  | Glenn Whelan (till Aston Villa)                           |
| 10 | Österrike       | A   | Marko Arnautović (till West Ham United)                   |
| 2  | Skottland       | F   | Phil Bardsley (till Burnley)                              |
| -  | Spanien         | A   | Joselu (till Newcastle United)                            |
| 26 | Tyskland        | F   | Philipp Wollscheid (till Metz)                            |
| -  | Irland          | F   | Ryan Sweeney (Utlånad till Bristol Rovers)                |
| 5  | Spanien         | F   | Marc Muniesa (Utlånad till Girona)                        |
| 27 | Spanien         | A   | Bojan Krkić (Utlånad till Alavés)                         |
| 21 | Frankrike       | MF  | Giannelli Imbula (Utlånad till Toulouse)                  |
| 12 | Elfenbenskusten | A   | Wilfried Bony (Återvänder efter lån från Manchester City) |

| Nr | Land            | Pos | Namn                                                      |
| -- | --------------- | --- | --------------------------------------------------------- |
| 24 | Irland          | MV  | Shay Given (Klubb ej klar)                                |
| 35 | Österrike       | MV  | Daniel Bachmann (till Watford)                            |
| -  | England         | A   | George Waring (till Tranmere Rovers)                      |
| 19 | Irland          | A   | Jonathan Walters (till Burnley)                           |
| 6  | Irland          | MF  | Glenn Whelan (till Aston Villa)                           |
| 10 | Österrike       | A   | Marko Arnautović (till West Ham United)                   |
| 2  | Skottland       | F   | Phil Bardsley (till Burnley)                              |
| -  | Spanien         | A   | Joselu (till Newcastle United)                            |
| 26 | Tyskland        | F   | Philipp Wollscheid (till Metz)                            |
| -  | Irland          | F   | Ryan Sweeney (Utlånad till Bristol Rovers)                |
| 5  | Spanien         | F   | Marc Muniesa (Utlånad till Girona)                        |
| 27 | Spanien         | A   | Bojan Krkić (Utlånad till Alavés)                         |
| 21 | Frankrike       | MF  | Giannelli Imbula (Utlånad till Toulouse)                  |
| 12 | Elfenbenskusten | A   | Wilfried Bony (Återvänder efter lån från Manchester City) |

#### Vinterövergångar 2017
| Nr | Land      | Pos | Namn                                      |
| -- | --------- | --- | ----------------------------------------- |
|    | Österrike | F   | Moritz Bauer (från Rubin Kazan)           |
|    | Senegal   | MF  | Badou Ndiaye (från Galatasaray)           |
|    | Grekland  | F   | Kostas Stafylidis (Inlånad från Augsburg) |

| Nr | Land      | Pos | Namn                                      |
| -- | --------- | --- | ----------------------------------------- |
|    | Österrike | F   | Moritz Bauer (från Rubin Kazan)           |
|    | Senegal   | MF  | Badou Ndiaye (från Galatasaray)           |
|    | Grekland  | F   | Kostas Stafylidis (Inlånad från Augsburg) |

| Nr | Land    | Pos | Namn                                         |
| -- | ------- | --- | -------------------------------------------- |
| 12 | England | F   | Josh Tymon (Utlånad till Milton Keynes Dons) |

| Nr | Land    | Pos | Namn                                         |
| -- | ------- | --- | -------------------------------------------- |
| 12 | England | F   | Josh Tymon (Utlånad till Milton Keynes Dons) |

### Swansea City

#### Sommarövergångar 2017
| Nr | Land            | Pos | Namn                                         |
| -- | --------------- | --- | -------------------------------------------- |
|    | Nederländerna   | MV  | Erwin Mulder (från Heerenveen)               |
|    | Spanien         | MF  | Roque Mesa (från Las Palmas)                 |
|    | England         | MF  | Sam Clucas (från Hull City)                  |
|    | Elfenbenskusten | A   | Wilfried Bony (från Manchester City)         |
|    | England         | A   | Tammy Abraham (Inlånad från Chelsea)         |
|    | Portugal        | MF  | Renato Sanches (Inlånad från Bayern München) |

| Nr | Land            | Pos | Namn                                         |
| -- | --------------- | --- | -------------------------------------------- |
|    | Nederländerna   | MV  | Erwin Mulder (från Heerenveen)               |
|    | Spanien         | MF  | Roque Mesa (från Las Palmas)                 |
|    | England         | MF  | Sam Clucas (från Hull City)                  |
|    | Elfenbenskusten | A   | Wilfried Bony (från Manchester City)         |
|    | England         | A   | Tammy Abraham (Inlånad från Chelsea)         |
|    | Portugal        | MF  | Renato Sanches (Inlånad från Bayern München) |

| Nr | Land          | Pos | Namn                                        |
| -- | ------------- | --- | ------------------------------------------- |
| 25 | Tyskland      | MV  | Gerhard Tremmel (Avslutat karriären)        |
| -  | Nederländerna | A   | Marvin Emnes (till Akhisar Belediyespor)    |
| -  | Frankrike     | F   | Franck Tabanou (till Guingamp)              |
| -  | Frankrike     | A   | Bafetimbi Gomis (till Galatasaray)          |
| -  | Wales         | F   | Liam Shephard (till Peterborough United)    |
| 24 | England       | MF  | Jack Cork (till Burnley)                    |
| 17 | Gambia        | MF  | Moudou Barrow (till Reading)                |
| 23 | Island        | MF  | Gylfi Sigurdsson (till Everton)             |
| 35 | Skottland     | F   | Stephen Kingsley (till Hull City)           |
| 19 | Australien    | MV  | Mark Birighitti (till NAC Breda)            |
| 9  | Spanien       | A   | Fernando Llorente (till Tottenham Hotspur)  |
| 10 | Spanien       | A   | Borja Bastón (Utlånad till Málaga)          |
| 2  | Spanien       | F   | Jordi Amat (Utlånad till Real Betis)        |
| -  | England       | MF  | Matt Grimes (Utlånad till Northampton Town) |
| 20 | Ecuador       | MF  | Jefferson Montero (Utlånad till Getafe)     |

| Nr | Land          | Pos | Namn                                        |
| -- | ------------- | --- | ------------------------------------------- |
| 25 | Tyskland      | MV  | Gerhard Tremmel (Avslutat karriären)        |
| -  | Nederländerna | A   | Marvin Emnes (till Akhisar Belediyespor)    |
| -  | Frankrike     | F   | Franck Tabanou (till Guingamp)              |
| -  | Frankrike     | A   | Bafetimbi Gomis (till Galatasaray)          |
| -  | Wales         | F   | Liam Shephard (till Peterborough United)    |
| 24 | England       | MF  | Jack Cork (till Burnley)                    |
| 17 | Gambia        | MF  | Moudou Barrow (till Reading)                |
| 23 | Island        | MF  | Gylfi Sigurdsson (till Everton)             |
| 35 | Skottland     | F   | Stephen Kingsley (till Hull City)           |
| 19 | Australien    | MV  | Mark Birighitti (till NAC Breda)            |
| 9  | Spanien       | A   | Fernando Llorente (till Tottenham Hotspur)  |
| 10 | Spanien       | A   | Borja Bastón (Utlånad till Málaga)          |
| 2  | Spanien       | F   | Jordi Amat (Utlånad till Real Betis)        |
| -  | England       | MF  | Matt Grimes (Utlånad till Northampton Town) |
| 20 | Ecuador       | MF  | Jefferson Montero (Utlånad till Getafe)     |

#### Vinterövergångar 2017
| Nr | Land  | Pos | Namn                                    |
| -- | ----- | --- | --------------------------------------- |
|    | Ghana | A   | André Ayew (från West Ham United)       |
|    | Wales | MF  | Andy King (Inlånad från Leicester City) |

| Nr | Land  | Pos | Namn                                    |
| -- | ----- | --- | --------------------------------------- |
|    | Ghana | A   | André Ayew (från West Ham United)       |
|    | Wales | MF  | Andy King (Inlånad från Leicester City) |

| Nr | Land      | Pos | Namn                                     |
| -- | --------- | --- | ---------------------------------------- |
| 56 | Skottland | MF  | Jay Fulton (Utlånad till Wigan Athletic) |
| 51 | Spanien   | MF  | Roque Mesa (Utlånad till Sevilla)        |
| 62 | Skottland | A   | Oliver McBurnie (Utlånad till Barnsley)  |

| Nr | Land      | Pos | Namn                                     |
| -- | --------- | --- | ---------------------------------------- |
| 56 | Skottland | MF  | Jay Fulton (Utlånad till Wigan Athletic) |
| 51 | Spanien   | MF  | Roque Mesa (Utlånad till Sevilla)        |
| 62 | Skottland | A   | Oliver McBurnie (Utlånad till Barnsley)  |

### Tottenham Hotspur

#### Sommarövergångar 2017
| Nr | Land            | Pos | Namn                                    |
| -- | --------------- | --- | --------------------------------------- |
|    | Colombia        | F   | Davinson Sánchez (från Ajax)            |
|    | Argentina       | MV  | Paulo Gazzaniga (från Southampton)      |
|    | Argentina       | F   | Juan Foyth (från Estudiantes)           |
|    | Elfenbenskusten | F   | Serge Aurier (från Paris Saint-Germain) |
|    | Spanien         | A   | Fernando Llorente (från Swansea City)   |

| Nr | Land            | Pos | Namn                                    |
| -- | --------------- | --- | --------------------------------------- |
|    | Colombia        | F   | Davinson Sánchez (från Ajax)            |
|    | Argentina       | MV  | Paulo Gazzaniga (från Southampton)      |
|    | Argentina       | F   | Juan Foyth (från Estudiantes)           |
|    | Elfenbenskusten | F   | Serge Aurier (från Paris Saint-Germain) |
|    | Spanien         | A   | Fernando Llorente (från Swansea City)   |

| Nr | Land          | Pos | Namn                                                   |
| -- | ------------- | --- | ------------------------------------------------------ |
| -  | Algeriet      | MF  | Nabil Bentaleb (till Schalke 04)                       |
| -  | Argentina     | F   | Federico Fazio (till Roma)                             |
| 2  | England       | F   | Kyle Walker (till Manchester City)                     |
|    | Kamerun       | A   | Clinton N'Jie (till Marseille)                         |
| 27 | Österrike     | F   | Kevin Wimmer (till Stoke City)                         |
| 25 | England       | MF  | Josh Onomah (Utlånad till Aston Villa)                 |
| 38 | USA           | F   | Cameron Carter-Vickers (Utlånad till Sheffield United) |
| 9  | Nederländerna | A   | Vincent Janssen (Utlånad till Fenerbahce)              |
| 30 | Spanien       | MV  | Pau López (Återvänder efter lån från Espanyol)         |

| Nr | Land          | Pos | Namn                                                   |
| -- | ------------- | --- | ------------------------------------------------------ |
| -  | Algeriet      | MF  | Nabil Bentaleb (till Schalke 04)                       |
| -  | Argentina     | F   | Federico Fazio (till Roma)                             |
| 2  | England       | F   | Kyle Walker (till Manchester City)                     |
|    | Kamerun       | A   | Clinton N'Jie (till Marseille)                         |
| 27 | Österrike     | F   | Kevin Wimmer (till Stoke City)                         |
| 25 | England       | MF  | Josh Onomah (Utlånad till Aston Villa)                 |
| 38 | USA           | F   | Cameron Carter-Vickers (Utlånad till Sheffield United) |
| 9  | Nederländerna | A   | Vincent Janssen (Utlånad till Fenerbahce)              |
| 30 | Spanien       | MV  | Pau López (Återvänder efter lån från Espanyol)         |

#### Vinterövergångar 2017
| Nr | Land      | Pos | Namn                                   |
| -- | --------- | --- | -------------------------------------- |
|    | Brasilien | MF  | Lucas Moura (från Paris Saint-Germain) |

| Nr | Land      | Pos | Namn                                   |
| -- | --------- | --- | -------------------------------------- |
|    | Brasilien | MF  | Lucas Moura (från Paris Saint-Germain) |

| Nr | Land      | Pos | Namn                                               |
| -- | --------- | --- | -------------------------------------------------- |
| 14 | Frankrike | MF  | Georges-Kévin N'Koudou (Utlånad till Burnley)      |
| 38 | USA       | F   | Cameron Carter-Vickers (Utlånad till Ipswich Town) |

| Nr | Land      | Pos | Namn                                               |
| -- | --------- | --- | -------------------------------------------------- |
| 14 | Frankrike | MF  | Georges-Kévin N'Koudou (Utlånad till Burnley)      |
| 38 | USA       | F   | Cameron Carter-Vickers (Utlånad till Ipswich Town) |

### Watford

#### Sommarövergångar 2017
| Nr | Land          | Pos | Namn                                      |
| -- | ------------- | --- | ----------------------------------------- |
|    | Colombia      | F   | Jorge Segura (från Envigado)              |
|    | England       | MF  | Tom Cleverley (från Everton)              |
|    | England       | MF  | Will Hughes (från Derby County)           |
|    | Spanien       | F   | Kiko Femenía (från Alavés)                |
|    | Österrike     | MV  | Daniel Bachmann (från Stoke City)         |
|    | England       | MF  | Nathaniel Chalobah (från Chelsea)         |
|    | England       | A   | Andre Gray (från Burnley)                 |
|    | Brasilien     | A   | Richarlison (från Fluminense)             |
|    | Frankrike     | F   | Dimitri Foulquier (från Granada)          |
|    | Nederländerna | F   | Marvin Zeegelaar (från Sporting Lissabon) |
|    | Peru          | MF  | André Carrillo (Inlånad från Benfica)     |
|    | Mali          | F   | Molla Wagué (Inlånad från Udinese)        |
|    | Grekland      | MV  | Orestis Karnezis (Inlånad från Udinese)   |

| Nr | Land          | Pos | Namn                                      |
| -- | ------------- | --- | ----------------------------------------- |
|    | Colombia      | F   | Jorge Segura (från Envigado)              |
|    | England       | MF  | Tom Cleverley (från Everton)              |
|    | England       | MF  | Will Hughes (från Derby County)           |
|    | Spanien       | F   | Kiko Femenía (från Alavés)                |
|    | Österrike     | MV  | Daniel Bachmann (från Stoke City)         |
|    | England       | MF  | Nathaniel Chalobah (från Chelsea)         |
|    | England       | A   | Andre Gray (från Burnley)                 |
|    | Brasilien     | A   | Richarlison (från Fluminense)             |
|    | Frankrike     | F   | Dimitri Foulquier (från Granada)          |
|    | Nederländerna | F   | Marvin Zeegelaar (från Sporting Lissabon) |
|    | Peru          | MF  | André Carrillo (Inlånad från Benfica)     |
|    | Mali          | F   | Molla Wagué (Inlånad från Udinese)        |
|    | Grekland      | MV  | Orestis Karnezis (Inlånad från Udinese)   |

| Nr | Land          | Pos | Namn                                                  |
| -- | ------------- | --- | ----------------------------------------------------- |
| 13 | Irland        | MV  | Rene Gilmartin (till Colchester United)               |
| -  | Sverige       | A   | Mathias Ranégie (till BK Häcken)                      |
| -  | Belgien       | MF  | Sven Kums (till Anderlecht)                           |
| -  | Spanien       | MF  | Mario Suárez (till Guizhou Hengfeng Zhicheng)         |
| -  | Nederländerna | MF  | Steven Berghuis (till Feyenoord)                      |
| -  | Nigeria       | MF  | Uche Agbo (till Standard Liege)                       |
| 14 | Ecuador       | F   | Juan Carlos Paredes (till Emelec)                     |
| 34 | Litauen       | MV  | Giedrius Arlauskis (till Cluj)                        |
| 11 | Schweiz       | MF  | Valon Behrami (till Udinese)                          |
| -  | Belgien       | A   | Obbi Oularé (Utlånad till Royal Antwerp)              |
| -  | Frankrike     | F   | Dimitri Foulquier (Utlånad till Strasbourg)           |
| 7  | Marocko       | MF  | Nordin Amrabat (Utlånad till Leganés)                 |
| 30 | Rumänien      | MV  | Costel Pantilimon (Utlånad till Deportivo La Coruna)  |
| 21 | Frankrike     | A   | M'Baye Niang (Återvänder efter lån från Milan)        |
| 18 | Colombia      | MF  | Juan Camilo Zúñiga (Återvänder efter lån från Napoli) |

| Nr | Land          | Pos | Namn                                                  |
| -- | ------------- | --- | ----------------------------------------------------- |
| 13 | Irland        | MV  | Rene Gilmartin (till Colchester United)               |
| -  | Sverige       | A   | Mathias Ranégie (till BK Häcken)                      |
| -  | Belgien       | MF  | Sven Kums (till Anderlecht)                           |
| -  | Spanien       | MF  | Mario Suárez (till Guizhou Hengfeng Zhicheng)         |
| -  | Nederländerna | MF  | Steven Berghuis (till Feyenoord)                      |
| -  | Nigeria       | MF  | Uche Agbo (till Standard Liege)                       |
| 14 | Ecuador       | F   | Juan Carlos Paredes (till Emelec)                     |
| 34 | Litauen       | MV  | Giedrius Arlauskis (till Cluj)                        |
| 11 | Schweiz       | MF  | Valon Behrami (till Udinese)                          |
| -  | Belgien       | A   | Obbi Oularé (Utlånad till Royal Antwerp)              |
| -  | Frankrike     | F   | Dimitri Foulquier (Utlånad till Strasbourg)           |
| 7  | Marocko       | MF  | Nordin Amrabat (Utlånad till Leganés)                 |
| 30 | Rumänien      | MV  | Costel Pantilimon (Utlånad till Deportivo La Coruna)  |
| 21 | Frankrike     | A   | M'Baye Niang (Återvänder efter lån från Milan)        |
| 18 | Colombia      | MF  | Juan Camilo Zúñiga (Återvänder efter lån från Napoli) |

#### Vinterövergångar 2017
| Nr | Land    | Pos | Namn                                           |
| -- | ------- | --- | ---------------------------------------------- |
|    | Belgien | MF  | Dodi Lukebakio (från Anderlecht)               |
|    | Sverige | MV  | Pontus Dahlberg (från IFK Göteborg)            |
|    | Spanien | A   | Gerard Deulofeu (Inlånad från Barcelona)       |
|    | Gabon   | MF  | Didier Ibrahim Ndong (Inlånad från Sunderland) |

| Nr | Land    | Pos | Namn                                           |
| -- | ------- | --- | ---------------------------------------------- |
|    | Belgien | MF  | Dodi Lukebakio (från Anderlecht)               |
|    | Sverige | MV  | Pontus Dahlberg (från IFK Göteborg)            |
|    | Spanien | A   | Gerard Deulofeu (Inlånad från Barcelona)       |
|    | Gabon   | MF  | Didier Ibrahim Ndong (Inlånad från Sunderland) |

| Nr | Land            | Pos | Namn                                               |
| -- | --------------- | --- | -------------------------------------------------- |
| 23 | England         | MF  | Ben Watson (till Nottingham Forest)                |
| 20 | Argentina       | A   | Mauro Zárate (Utlånad till Vélez Sarsfield)        |
| 26 | Elfenbenskusten | F   | Brice Dja Djédjé (Utlånad till Lens)               |
| -  | Sverige         | MV  | Pontus Dahlberg (Utlånad till IFK Göteborg)        |
| 10 | Nigeria         | A   | Isaac Success (Utlånad till Málaga)                |
| -  | Rumänien        | MV  | Costel Pantilimon (Utlånad till Nottingham Forest) |

| Nr | Land            | Pos | Namn                                               |
| -- | --------------- | --- | -------------------------------------------------- |
| 23 | England         | MF  | Ben Watson (till Nottingham Forest)                |
| 20 | Argentina       | A   | Mauro Zárate (Utlånad till Vélez Sarsfield)        |
| 26 | Elfenbenskusten | F   | Brice Dja Djédjé (Utlånad till Lens)               |
| -  | Sverige         | MV  | Pontus Dahlberg (Utlånad till IFK Göteborg)        |
| 10 | Nigeria         | A   | Isaac Success (Utlånad till Málaga)                |
| -  | Rumänien        | MV  | Costel Pantilimon (Utlånad till Nottingham Forest) |

### West Bromwich Albion

#### Sommarövergångar 2017
| Nr | Land      | Pos | Namn                                                   |
| -- | --------- | --- | ------------------------------------------------------ |
|    | England   | A   | Jay Rodriguez (från Southampton)                       |
|    | Kina      | A   | Zhang Yuning (från Vitesse Arnhem)                     |
|    | England   | MF  | Gareth Barry (från Everton)                            |
|    | Skottland | MF  | Oliver Burke (från RB Leipzig)                         |
|    | England   | F   | Kieran Gibbs (från Arsenal)                            |
|    | Egypten   | F   | Ahmed Hegazy (Inlånad från Al-Ahly)                    |
|    | Polen     | MF  | Grzegorz Krychowiak (Inlånad från Paris Saint-Germain) |

| Nr | Land      | Pos | Namn                                                   |
| -- | --------- | --- | ------------------------------------------------------ |
|    | England   | A   | Jay Rodriguez (från Southampton)                       |
|    | Kina      | A   | Zhang Yuning (från Vitesse Arnhem)                     |
|    | England   | MF  | Gareth Barry (från Everton)                            |
|    | Skottland | MF  | Oliver Burke (från RB Leipzig)                         |
|    | England   | F   | Kieran Gibbs (från Arsenal)                            |
|    | Egypten   | F   | Ahmed Hegazy (Inlånad från Al-Ahly)                    |
|    | Polen     | MF  | Grzegorz Krychowiak (Inlånad från Paris Saint-Germain) |

| Nr | Land      | Pos | Namn                                                 |
| -- | --------- | --- | ---------------------------------------------------- |
| 8  | England   | MF  | Craig Gardner (till Birmingham City)                 |
| 24 | Skottland | MF  | Darren Fletcher (till Stoke City)                    |
| -  | Belgien   | F   | Sébastien Pocognoli (till Standard Liege)            |
| 38 | England   | MV  | Jack Rose (till Southampton)                         |
| -  | England   | MF  | Callum McManaman (till Sunderland)                   |
| -  | Kina      | A   | Zhang Yuning (Utlånad till Werder Bremen)            |
| 45 | England   | A   | Jonathan Leko (Utlånad till Bristol City)            |
| 49 | England   | F   | Kane Wilson (Utlånad till Exeter City)               |
| -  | England   | MF  | Rekeem Harper (Utlånad till Blackburn Rovers)        |
| -  | Irland    | F   | Marc Wilson (Återvänder efter lån från Bournemouth)  |
| 20 | England   | F   | Brendan Galloway (Återvänder efter lån från Everton) |

| Nr | Land      | Pos | Namn                                                 |
| -- | --------- | --- | ---------------------------------------------------- |
| 8  | England   | MF  | Craig Gardner (till Birmingham City)                 |
| 24 | Skottland | MF  | Darren Fletcher (till Stoke City)                    |
| -  | Belgien   | F   | Sébastien Pocognoli (till Standard Liege)            |
| 38 | England   | MV  | Jack Rose (till Southampton)                         |
| -  | England   | MF  | Callum McManaman (till Sunderland)                   |
| -  | Kina      | A   | Zhang Yuning (Utlånad till Werder Bremen)            |
| 45 | England   | A   | Jonathan Leko (Utlånad till Bristol City)            |
| 49 | England   | F   | Kane Wilson (Utlånad till Exeter City)               |
| -  | England   | MF  | Rekeem Harper (Utlånad till Blackburn Rovers)        |
| -  | Irland    | F   | Marc Wilson (Återvänder efter lån från Bournemouth)  |
| 20 | England   | F   | Brendan Galloway (Återvänder efter lån från Everton) |

#### Vinterövergångar 2017
| Nr | Land    | Pos | Namn                                      |
| -- | ------- | --- | ----------------------------------------- |
|    | Egypten | F   | Ahmed Hegazy (från Al-Ahly)               |
|    | Egypten | F   | Ali Gabr (Inlånad från Zamalek)           |
|    | England | A   | Daniel Sturridge (Inlånad från Liverpool) |

| Nr | Land    | Pos | Namn                                      |
| -- | ------- | --- | ----------------------------------------- |
|    | Egypten | F   | Ahmed Hegazy (från Al-Ahly)               |
|    | Egypten | F   | Ali Gabr (Inlånad från Zamalek)           |
|    | England | A   | Daniel Sturridge (Inlånad från Liverpool) |

| Nr | Land | Pos | Namn |
| -- | ---- | --- | ---- |

| Nr | Land | Pos | Namn |
| -- | ---- | --- | ---- |

### West Ham United

#### Sommarövergångar 2017
| Nr | Land       | Pos | Namn                                     |
| -- | ---------- | --- | ---------------------------------------- |
|    | Argentina  | F   | Pablo Zabaleta (från Manchester City)    |
|    | Österrike  | A   | Marko Arnautović (från Stoke City)       |
|    | Mexiko     | A   | Javier Hernández (från Bayer Leverkusen) |
|    | Montenegro | MF  | Sead Haksabanovic (från Halmstads BK)    |
|    | England    | MV  | Joe Hart (Inlånad från Manchester City)  |

| Nr | Land       | Pos | Namn                                     |
| -- | ---------- | --- | ---------------------------------------- |
|    | Argentina  | F   | Pablo Zabaleta (från Manchester City)    |
|    | Österrike  | A   | Marko Arnautović (från Stoke City)       |
|    | Mexiko     | A   | Javier Hernández (från Bayer Leverkusen) |
|    | Montenegro | MF  | Sead Haksabanovic (från Halmstads BK)    |
|    | England    | MV  | Joe Hart (Inlånad från Manchester City)  |

| Nr | Land      | Pos | Namn                                                   |
| -- | --------- | --- | ------------------------------------------------------ |
| 5  | Spanien   | F   | Álvaro Arbeloa (Avslutat karriären)                    |
| 4  | Norge     | MF  | Håvard Nordtveit (till Hoffenheim)                     |
| 34 | Schweiz   | MV  | Raphael Spiegel (till Boavista)                        |
| -  | Skottland | F   | Stephen Hendrie (till Southend United)                 |
| -  | Ecuador   | A   | Enner Valencia (till Tigres)                           |
| 1  | Irland    | MV  | Darren Randolph (till Middlesbrough)                   |
| 24 | England   | A   | Ashley Fletcher (till Middlesbrough)                   |
| 7  | Algeriet  | MF  | Sofiane Feghouli (till Galatasaray)                    |
| 35 | England   | F   | Reece Oxford (Utlånad till Borussia Mönchengladbach)   |
| -  | Irland    | MF  | Josh Cullen (Utlånad till Bolton Wanderers)            |
| 32 | England   | F   | Reece Burke (Utlånad till Bolton Wanderers)            |
| 11 | Skottland | MF  | Robert Snodgrass (Utlånad till Aston Villa)            |
| 28 | Argentina | A   | Jonathan Calleri (Återvänder efter lån från Maldonado) |
| 17 | Turkiet   | MF  | Gökhan Töre (Återvänder efter lån från Beşiktaş)       |

| Nr | Land      | Pos | Namn                                                   |
| -- | --------- | --- | ------------------------------------------------------ |
| 5  | Spanien   | F   | Álvaro Arbeloa (Avslutat karriären)                    |
| 4  | Norge     | MF  | Håvard Nordtveit (till Hoffenheim)                     |
| 34 | Schweiz   | MV  | Raphael Spiegel (till Boavista)                        |
| -  | Skottland | F   | Stephen Hendrie (till Southend United)                 |
| -  | Ecuador   | A   | Enner Valencia (till Tigres)                           |
| 1  | Irland    | MV  | Darren Randolph (till Middlesbrough)                   |
| 24 | England   | A   | Ashley Fletcher (till Middlesbrough)                   |
| 7  | Algeriet  | MF  | Sofiane Feghouli (till Galatasaray)                    |
| 35 | England   | F   | Reece Oxford (Utlånad till Borussia Mönchengladbach)   |
| -  | Irland    | MF  | Josh Cullen (Utlånad till Bolton Wanderers)            |
| 32 | England   | F   | Reece Burke (Utlånad till Bolton Wanderers)            |
| 11 | Skottland | MF  | Robert Snodgrass (Utlånad till Aston Villa)            |
| 28 | Argentina | A   | Jonathan Calleri (Återvänder efter lån från Maldonado) |
| 17 | Turkiet   | MF  | Gökhan Töre (Återvänder efter lån från Beşiktaş)       |

#### Vinterövergångar 2017
| Nr | Land     | Pos | Namn                                   |
| -- | -------- | --- | -------------------------------------- |
|    | England  | A   | Jordan Hugill (från Preston North End) |
|    | England  | A   | Oladapo Afolayan (från Solihull Moors) |
|    | Portugal | MF  | João Mário (Inlånad från Inter)        |

| Nr | Land     | Pos | Namn                                   |
| -- | -------- | --- | -------------------------------------- |
|    | England  | A   | Jordan Hugill (från Preston North End) |
|    | England  | A   | Oladapo Afolayan (från Solihull Moors) |
|    | Portugal | MF  | João Mário (Inlånad från Inter)        |

| Nr | Land    | Pos | Namn                                                 |
| -- | ------- | --- | ---------------------------------------------------- |
| 15 | Senegal | A   | Diafra Sakho (till Rennes)                           |
| 20 | Ghana   | A   | André Ayew (till Swansea City)                       |
| -  | Kanada  | F   | Doneil Henry (till Vancouver Whitecaps)              |
| 35 | England | F   | Reece Oxford (Utlånad till Borussia Mönchengladbach) |
| 32 | England | F   | Reece Burke (Utlånad till Bolton Wanderers)          |

| Nr | Land    | Pos | Namn                                                 |
| -- | ------- | --- | ---------------------------------------------------- |
| 15 | Senegal | A   | Diafra Sakho (till Rennes)                           |
| 20 | Ghana   | A   | André Ayew (till Swansea City)                       |
| -  | Kanada  | F   | Doneil Henry (till Vancouver Whitecaps)              |
| 35 | England | F   | Reece Oxford (Utlånad till Borussia Mönchengladbach) |
| 32 | England | F   | Reece Burke (Utlånad till Bolton Wanderers)          |